# Vikings (Fernsehserie)

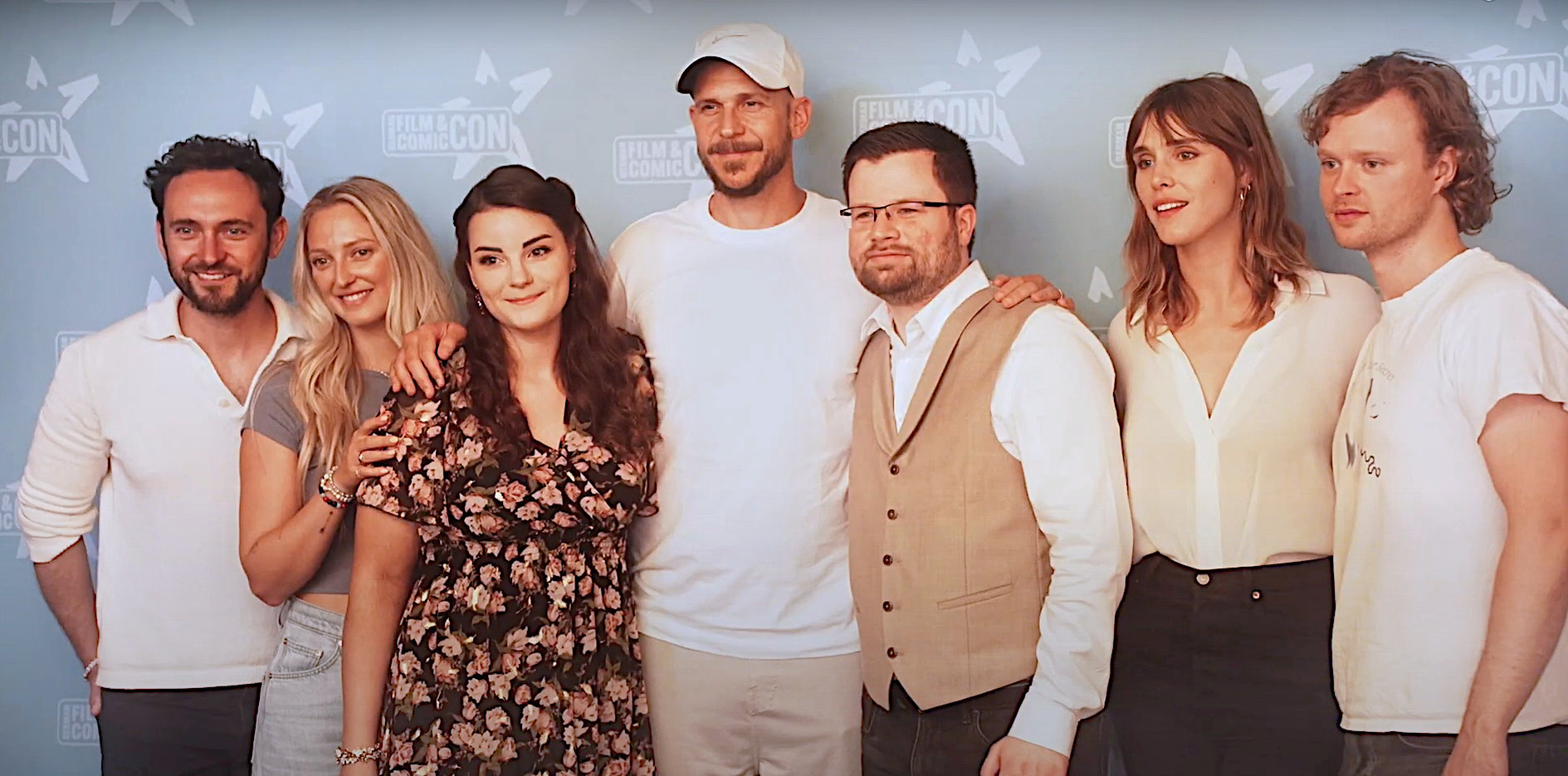
Gustaf Skarsgård (Mitte) und Darsteller auf der German Film & Comic Con Babelsberg, Juli 2024

Vikings ist eine kanadisch-irische Fernsehserie, die lose auf den Erzählungen um den legendären Wikinger Ragnar Lodbrok, dessen Söhne und die Schildmaid Lagertha beruht und historische Ereignisse der Wikingerzeit mit fiktionalen Elementen verbindet.
Die Erstausstrahlung in Kanada fand am 3. März 2013 auf History Television statt.
Bis Mai 2014 wurden in Kanada zwei Staffeln mit 9 und 10 Folgen komplett gezeigt; die Ausstrahlung der dritten Staffel mit 10 Folgen begann am 19. Februar 2015. Knapp einen Monat später wurde die Produktion einer vierten Staffel angekündigt, die 20 Folgen beinhaltet und seit Februar 2016 ausgestrahlt wurde. Im März 2016 verlängerte der Sender die Serie um eine fünfte Staffel mit 20 Folgen, die seit dem 29. November 2017 ausgestrahlt wurden. Im September 2017 wurde eine sechste Staffel mit abermals 20 Folgen angekündigt, in der Hauptdarstellerin Katheryn Winnick erstmals in einer Folge auch die Regie übernahm. Im Januar 2019 wurde das Ende der Serie nach der sechsten Staffel bekanntgegeben. Insgesamt wurden 89 Folgen ausgestrahlt.

## Handlung
Die Handlung ist zu Beginn der Wikingerzeit im Frühmittelalter angesiedelt, jedoch ohne Anspruch auf historische Genauigkeit. Im Mittelpunkt steht der Wikinger Ragnar Lodbrok, dessen Geschichte an die der gleichnamigen Heldenfigur der nordischen Vorzeitsagas angelehnt ist. Eine weibliche Hauptfigur ist die Schildmaid Lagertha. Ihr Vorbild ist die Kriegerin und erste Gemahlin Ragnars, die Saxo Grammaticus in den Gesta Danorum erwähnt.
Die Serie thematisiert unter anderem die ersten Wikingerfahrten und die folgenden militärischen Auseinandersetzungen in England, diverse Sitten und Bräuche (z. B. Menschenopfer, nordgermanische Religion, nordische Mythologie) sowie politische Machtkämpfe. Die Serie beschäftigt sich auch mit der Begegnung der Wikinger mit dem Christentum und den Auswirkungen der Christianisierung Skandinaviens.

### Erste Staffel

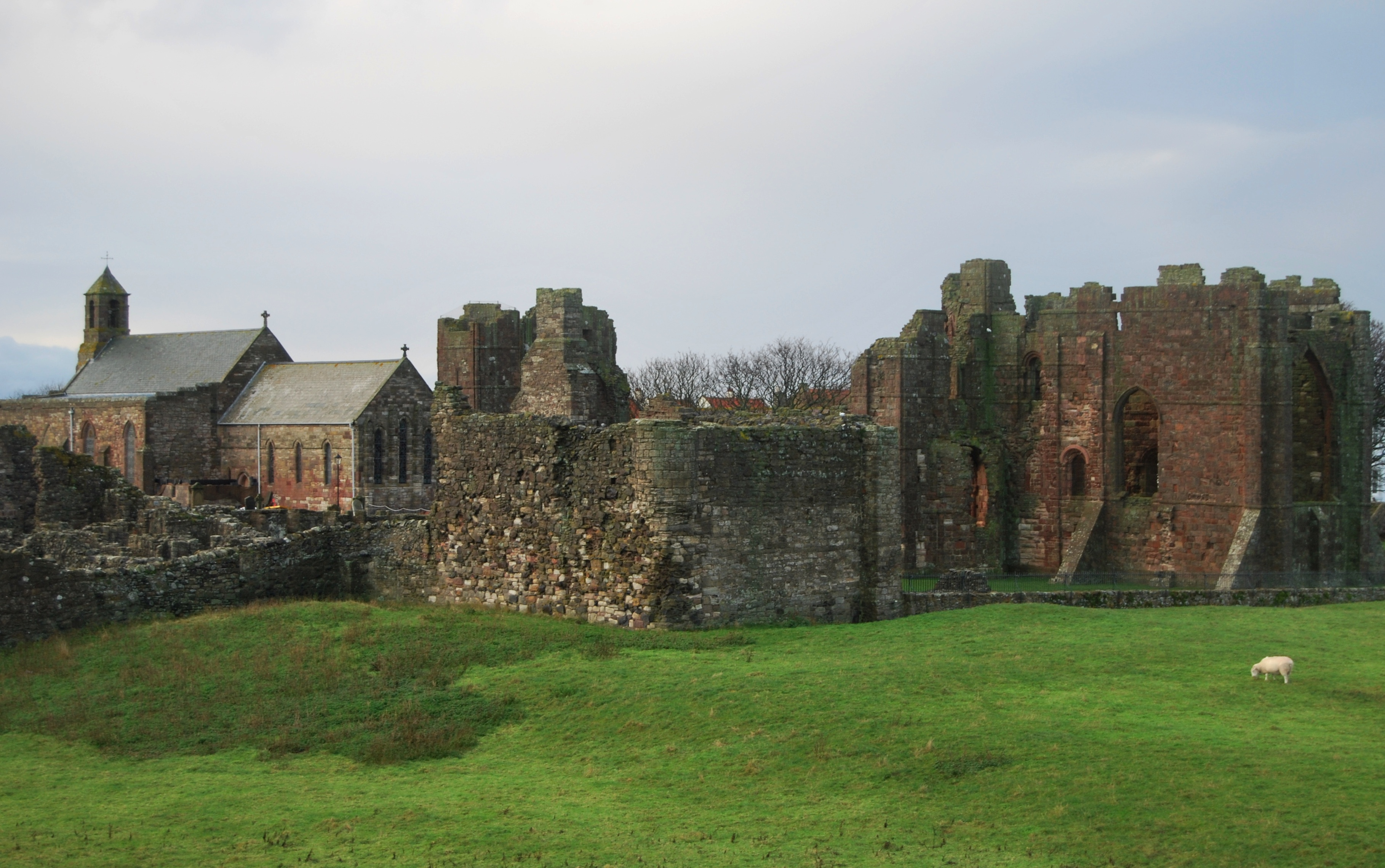
Das Kloster Lindisfarne

Ragnar und seine Ehefrau Lagertha leben auf ihrem Gutshof nahe dem fiktiven Küstenort Kattegat. Sie sind unzufrieden mit der Politik ihres Stammes, da ihr Anführer Jarl Haraldson nichts Neues wagt und beim Althergebrachten bleiben will. Insbesondere das Ziel der jährlichen Sommerraubzüge sorgt für Konflikte. Der Jarl will wie jedes Jahr nach Osten, ins Baltikum, segeln, obwohl dort kaum noch lohnende Ziele sind. Ragnar hingegen will über die Nordsee nach Westen reisen, um in den „Westländern“, besonders in England, neue Beute zu gewinnen. Das Vorhaben ist umstritten, insbesondere weil zu diesem Zeitpunkt nicht klar ist, ob diese „Westländer“ überhaupt existieren. Der Jarl setzt sich durch, vor allem weil ihm sämtliche Schiffe gehören. Es gelingt Ragnar jedoch, als neue Navigationsmöglichkeit einen Sonnenkompass in Verbindung mit einem Sonnenstein zu nutzen. Zusammen mit dem Schiffsbauer Floki gelingt es, auf einem heimlich gebauten Schiff ins angelsächsische England einzufallen, wo die Wikinger das Kloster Lindisfarne im Reich Northumbria plündern und reiche Beute machen. Etliche Mönche werden als Sklaven mitgenommen. Hier begegnet Ragnar zum ersten Mal Bruder Athelstan. Während andere Mönche den Überfall der Wikinger für ein Vorzeichen der Apokalypse halten, versteckt sich Athelstan und versucht eine Abschrift des Johannesevangeliums vor den plündernden Wikingern zu retten. Ragnar hält seinen Bruder Rollo davon ab, Athelstan zu töten, nicht zuletzt weil Athelstan ein wenig Altnordisch spricht.
Reich mit Kirchenschätzen beladen und mit fünf Mönchen als Sklaven kommen die Wikinger wieder in der Heimat an. Der Jarl beansprucht jedoch die gesamte Beute. Lediglich ein Stück der Beute darf sich jeder der Männer aus dem Schatz nehmen. Ragnar wählt zum allgemeinen Erstaunen Athelstan. Das Ansehen Ragnars in den Augen der Männer ist dennoch größer geworden. Er schafft es, beim Jarl eine erneute Beutefahrt nach England durchzusetzen. Um die Erlaubnis zu erhalten, muss er jedoch Knut mitnehmen, einen Gefolgsmann des Jarls. Auch Ragnars Frau Lagertha ist mit dabei. Dank Ragnars taktischem Geschick können sie auch diesmal wieder reiche Beute machen. Da Ragnar den Angriff während des Gottesdienstes durchführen lässt, können seine Männer die gesamte Bevölkerung der angegriffenen Stadt auf einmal festsetzen. Lagertha kommt dazu, als Knut eine Angelsächsin vergewaltigen will. Als sie ihn davon abhält, greift er sie an und will auch sie vergewaltigen, woraufhin sie ihn tötet. Am Strand werden sie von einer großen Gruppe angelsächsischer Soldaten des Königs Ælle erwartet. Die Wikinger kämpfen die Soldaten des Königs jedoch recht schnell nieder und verlieren dabei nur wenige Männer.
Der Ruhm Ragnars vermehrt sich durch seinen erneuten Erfolg. Wenngleich Jarl Haraldson einen Teil der Beute beansprucht, gilt der Raubzug dennoch als Erfolg. Das steigende Ansehen Ragnars missfällt jedoch dem Jarl, der gegen Ragnar vorgeht, dessen Hof niederbrennt und die Dienerschaft tötet. Ragnar und seine Familie können nur knapp entkommen. Ragnar hat auch nicht mit den Gefühlen seines älteren Bruders Rollo gerechnet. Am Ende unterliegt Jarl Haraldson Ragnar im Zweikampf, und Ragnar übernimmt die Führung als neuer Jarl. Nach den ersten Überfällen bereiten sich die Angelsachsen besser auf die Angriffe der Wikinger vor, und es kommt zu diversen militärischen Auseinandersetzungen. Da es den Wikingern gelingt, König Ælles Bruder als Geisel zu nehmen, muss der König von Northumbria sie wohl oder übel zu Verhandlungen einladen. Ragnar interessiert sich für die Lebensart der Angelsachsen, die er bei einem formellen Abendessen in der Residenz des Königs kennenlernt. Zum Schein geht König Ælle auf Ragnars hohe Lösegeldforderung ein, um Zeit für die Einberufung neuer Truppen zu gewinnen. Als seine militärische List fehlschlägt und Ragnar den Bruder des Königs als Leiche zurückschickt, ist Ælle dennoch gezwungen, das Lösegeld zu bezahlen. Doch er schwört Rache und ist von nun an Ragnars unversöhnlicher Todfeind. Ragnar verbündet sich am Ende der ersten Staffel mit dem Wikingerkönig Horik, mit dem Ziel, gemeinsam einen noch größeren Raubzug in England durchzuführen. Rollo verbündet sich mit Jarl Borg, einem von König Horiks Feinden, um mit ihm gegen Horik und Ragnar zu kämpfen.

### Zweite Staffel

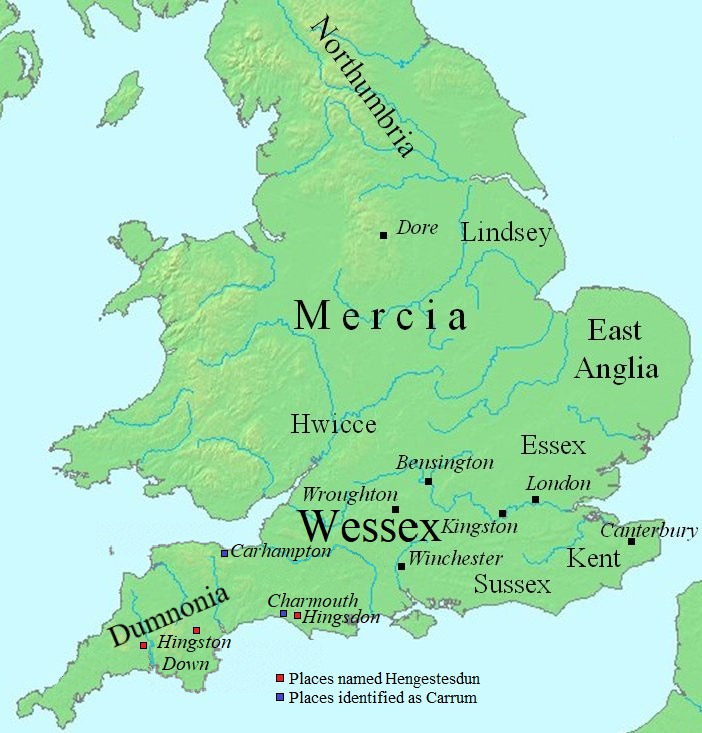
Das angelsächsische England während der Regierungszeit Egberts

Zu Beginn der zweiten Staffel gibt es eine erbitterte Schlacht zwischen Jarl Borg und Rollo auf der einen und Horik und Ragnar auf der anderen Seite. Nachdem Rollo einen seiner ehemaligen Kameraden getötet hat, ergibt er sich desillusioniert Ragnar. Ragnar schafft es, einen brüchigen Frieden zwischen Horik und Borg zu vermitteln, indem er beiden die Teilnahme am nächsten Englandraubzug verspricht. Borg gibt daraufhin gegenüber Horik nach. Ragnars Frau Lagertha und ihr Sohn verlassen ihn, nachdem seine Geliebte Aslaug ein Kind von ihm erwartet und zu ihm zieht. Gleichzeitig gehen die politischen Intrigen weiter, in die Rollo zunächst verwickelt ist. In der 2. Folge erfolgt ein Zeitsprung von vier Jahren. Ragnar hat bereits zwei Kinder mit Aslaug, ein drittes Kind ist unterwegs. Ragnar bricht mit Horik nach England auf, wo sie nach einem schweren Sturm an einer unbekannten Küste landen. Es stellt sich heraus, dass es sich um das Königreich Wessex handelt. Dort regiert König Egbert, der offenbar ein fähiger, recht gefürchteter Herrscher ist und sich auf die neue Bedrohung einstellt. König Horiks Sohn Ari stirbt während des Raubzugs.
Währenddessen kommt es auch zum Konflikt zwischen Ragnar und Jarl Borg. Dies wurde durch König Horik provoziert, der von Ragnar verlangt, ein zwischen Horik, Ragnar und Borg bestehendes Abkommen zu brechen. Die Konsequenz ist ein in der Abwesenheit von Ragnar stattfindender Angriff Jarl Borgs auf Kattegat. Rollo, der von seinem Bruder zwar wieder aufgenommen, aber in Kattegat zurückgelassen wurde, organisiert die Verteidigung und schafft es, Ragnars Familie in Sicherheit zu bringen. Ragnar sieht sich daraufhin gezwungen, England sofort zu verlassen. Er lässt auf Bitten von König Horik den mittlerweile in der Dorfgemeinschaft akzeptierten Priester Athelstan als Übersetzer und Unterhändler zurück. Dieser gerät jedoch in Gefangenschaft und gewinnt schließlich das Vertrauen von König Egbert, der sehr an antiker Kultur interessiert ist. Jarl Borg wird mit der grausamen Methode des Blutadler (Blutaar) getötet. Nachdem Ragnar Jarl Borg besiegt hat, kehren die Wikinger nach England zurück. König Egbert hat sich inzwischen mit König Ælle verbündet, dessen Tochter Prinzessin Judith mit seinem Erben Prinz Aethelwulf verheiratet wird, um das Bündnis zu besiegeln. Den vereinigten Truppen der angelsächsischen Könige gelingt es, aufgrund von Egberts Kenntnis antiker Strategien, die Wikinger zu schlagen. Egbert ist an einem Bündnis mit den Wikingern interessiert und bietet ihnen Siedlungsland an, worauf Ragnar aufgeschlossen reagiert. Mehrere Wikinger erklären sich bereit, im Austausch für Land in England als Söldner zu dienen.
Es kommt zum Verrat König Horiks, welcher zeitweise scheinbar Floki und Jarl Haraldsons Witwe Siggy auf seine Seite ziehen kann. Schließlich kommt es in der großen Halle Kattegats zum Aufeinandertreffen beider Anführer, wobei König Horik erkennen muss, dass Floki und Siggy Ragnar nie verraten haben. Horik wird von Ragnar getötet, nur dessen Sohn Erlendur wird verschont.

### Dritte Staffel

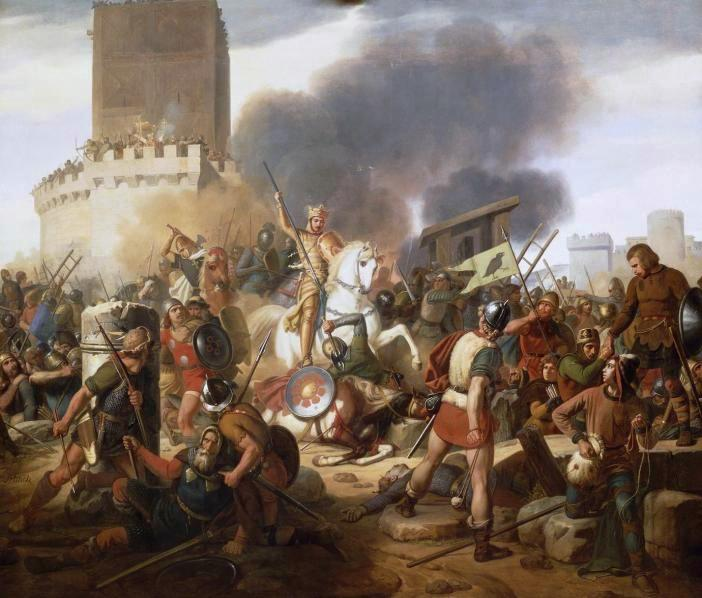
Graf Odo verteidigt Paris gegen die Nordmänner; Historiengemälde von Jean-Pierre Franque, 1837

Ragnar, Rollo, Lagertha und ihre Wikinger haben sich nach Wessex begeben, wo ihnen König Egbert Land zugeteilt hat. Ragnar sagt Prinzessin Kwenthrith von Mercia Unterstützung im Thronkampf gegen ihren Onkel und Bruder zu. In Lagerthas Herrschaftsgebiet Hedeby (Haithabu) verfolgt ihr Vertrauter Kalf jedoch eigene Pläne. Er intrigiert erfolgreich gegen Lagertha, als diese in England ist, und reißt die Macht an sich, unterstützt von König Horiks Sohn Erlendur. In Ragnars Herrschaftsgebiet, wo Aslaug zurückgeblieben ist, taucht währenddessen für kurze Zeit ein mysteriöser Wanderer auf, der gottähnliche Kräfte zu besitzen scheint. Aslaug verfällt ihm schließlich, als er ihren kleinen Sohn Ivar (der an den historischen Wikingerführer Ivar Ragnarsson angelehnt ist) zumindest teilweise von seinen schweren Schmerzen heilt. Das Verhältnis zwischen Ragnar und Aslaug, aber auch zwischen Ragnar und Floki verschlechtert sich zunehmend.
In England siegen die Truppen Ragnars und König Egberts über Mercia, wo die machtbewusste Kwenthrith den Thron besteigt und auch ihren überlebenden Bruder tötet. Lagertha unterhält einige Zeit eine Affäre mit König Egbert, der verspricht, den neuen Siedlern zu helfen. Athelstan geht eine kurze Affäre mit Egberts Schwiegertochter Judith ein, die bereits einen legitimen Sohn von ihrem Gatten Aethelwulf hat und bei dieser Gelegenheit erneut schwanger wird. Ihr Vater König Ælle, zu Gast in Wessex, ahnt Schwierigkeiten in ihrer Ehe und weist sie nachdrücklich, jedoch zu spät auf ihre Pflichten hin. Egberts Sohn Aethelwulf erfährt schließlich von der Affäre. Nach der Abreise der meisten Wikinger aus Wessex unternimmt Aethelwulf einen brutalen Angriff auf deren englische Siedlung. König Egbert scheint die schuldigen Adligen zu bestrafen, in Wahrheit gehörte der Überfall jedoch zu seinem Plan, die Wikinger vor Ort auszuschalten und sich langfristig die Oberherrschaft über ganz England zu sichern. Es gelingt ihm, sich die Oberherrschaft über Mercia zu sichern. Zudem nimmt er sich seine Schwiegertochter zur Mätresse, nachdem er ihre blutige öffentliche Bestrafung nach Nennung Athelstans als Vater ihres ungeborenen Kindes abgebrochen hat. Ragnars Vertrauter Athelstan wird von Floki, der dem Angelsachsen nie vertraute und eifersüchtig auf dessen gutes Verhältnis zu Ragnar war, ermordet. Später wird deutlich, dass Ragnar von der Täterschaft Flokis weiß und es ihm nicht verziehen hat.
Ragnar unternimmt einen großangelegten Überfall mit einer großen Flotte auf die westfränkische Hauptstadt Paris. Der erste Angriff von der Fluss- und Landseite her wird von den Verteidigern abgewehrt, wobei die Wikinger hohe Verluste erleiden. Auch weitere Angriffe werden, wenngleich mühsam, von den Verteidigern von Paris zurückgeschlagen, doch die Nahrungsmittel in der Stadt werden knapp.
Der westfränkische König Karl – angelehnt an Karl den Kahlen (hinsichtlich der Belagerung von Paris durch Reginheri 845) bzw. Karl den Einfältigen (hinsichtlich der Belehnung Rollos mit der Normandie 911) – entschließt sich notgedrungen zu Verhandlungen mit den Wikingern. Ragnar begibt sich allein dorthin, wo man den Wikingern große Mengen Gold und Silber verspricht. Der bei den Kämpfen schwer verwundete Ragnar hat aber noch eine andere Bedingung: Er will als Christ getauft werden, was auch unmittelbar vor Ort noch geschieht, zum Entsetzen der anderen Wikingerführer. Der dem Tode nahe Ragnar wünscht ein christliches Begräbnis. Sein Sarg wird nach Paris in die Kathedrale der Stadt gebracht, wo ein Gottesdienst stattfindet. Unerwartet öffnet sich der Sarg und der noch lebendige Ragnar und die anwesenden Wikinger nehmen Prinzessin Gisla als Geisel und öffnen die Tore der Stadt. Paris wird geplündert; anschließend zieht der Großteil der Wikinger ab. Allerdings bleibt ein Teil unter Rollos Führung zurück. König Karl ist verzweifelt, da er weiß, dass die Nordmänner nächstes Jahr zurückkehren werden. Er bietet daher Rollo die Hand seiner Tochter, die Erhebung in den Adelsstand und ein großes Lehen im Norden seines Reiches an, wenn er im Gegenzug Paris zukünftig verteidigt. Rollo geht darauf ein.

### Vierte Staffel
In der vierten Staffel geht es abermals um einen Angriff auf Paris. Ragnar und Rollo begegnen einander als Feinde. Nach dem Übergriff auf Paris kehren die Wikinger um Ragnar Lothbrok zurück nach Kattegat. Während sein Vater sich von seinen Verletzungen erholt, fordert Bjorn die Verhaftung von Floki, der in Paris den Mord an Athelstan gestanden hat. In Paris wendet sich Rollo gegen die letzten Verbündeten seiner Heimat, um damit seine Stellung am westfränkischen Hof zu stärken und die Gunst seiner Braut, Prinzessin Gisla, zu gewinnen – ohne Erfolg. Nachdem sich Ragnar erholt hat, startet er gemeinsam mit den Wikingern einen zweiten Beutezug auf Paris. Dabei stößt er bereits vor den Toren von Paris auf eine Sperrkette und weitere Verteidigungswerke seines Bruders Rollo. Die Wikinger müssen eine Niederlage einstecken, geben sich jedoch noch nicht geschlagen. Bei einem weiteren Kampf kommt es schließlich zum Aufeinandertreffen von Ragnar und seinem Bruder Rollo, die einander in dieser Schlacht auf verschiedenen Seiten begegnen. Rollos Vorbereitungen tragen Früchte: Ragnar und die Wikinger werden bezwungen, Paris ist in Sicherheit und Rollo wird von den Westfranken als Held gefeiert. Ragnar und die Wikinger müssen die Flucht ergreifen.
In Britannien wurde inzwischen Königin Kwenthrith vom Thron Mercias gestürzt und mit ihrem jungen Sohn gefangengesetzt. Mit Hilfe von Prinz Aethelwulf gelingt ihr die Flucht nach Wessex. König Ælle von Northumbria stattet seinem Verbündeten König Egbert von Wessex zur Adventszeit einen Besuch ab und stellt seine Tochter Judith während der Feierlichkeiten zum Dreikönigstag wütend über ihr skandalöses Verhältnis mit ihrem Schwiegervater zur Rede. Trotz dieser Entdeckung hält er am Bündnis mit König Egbert fest. Egbert und Ælle wollen nun die Ordnung in Mercia wiederherstellen, doch Egbert treibt ein falsches Spiel. Zunächst organisiert er für seinen Enkel Alfred (Judiths Sohn von Athelstan) eine Pilgerreise nach Rom, auf der ihn Aethelwulf begleiten soll, wodurch Egbert freie Hand hat, seine Streitmacht persönlich nach Mercia zu führen. Bei einem geheimen Treffen mit dem Usurpator Wigstan verzichtet dieser freiwillig auf den Thron, wodurch Egbert nun kampflos König von Wessex und Mercia wird und damit seine Verbündeten Kwenthrith und Ælle hintergeht. Damit ist das Bündnis zwischen Wessex und Northumbria endgültig zerbrochen.
Nach einem Zeitsprung – geschätzt werden zwischen sechs und acht Jahre – geht es zurück nach Kattegat, das sich in den Jahren zu einem bedeutenden Handelsort gewandelt hat. Ragnars Ruf hat durch die Enthüllung um die zerstörte Siedlung in England und seinen unehelichen Sohn Magnus stark gelitten. Selbst seine Familie ist von den Enthüllungen schwer getroffen. Nach der Rückkehr von seiner langjährigen Abwesenheit hat er keine Verbündeten mehr. Ragnar lernt seine mittlerweile erwachsenen Söhne Hvitserk, Ivar, Ubbe und Sigurd kennen, die sich von ihrem Vater ebenfalls betrogen fühlen. Ragnar, umzingelt von Wikingern und seiner Familie, die ihm alle mit Hass begegnen, stellt ihnen die Frage, wer sich traut, ihn zu töten und somit König zu werden.
Ragnar kann nur mit Mühe eine Mannschaft zusammenstellen und begibt sich schließlich begleitet von Ivar nach England. Nach einem Sturm stranden sie an der Küste von Wessex und werden gefangen genommen. König Egbert ist erfreut, sich mit Ragnar unterhalten zu können. Im Gespräch offenbaren sie viele Motive ihrer vorherigen Handlungen und auch, dass Ragnar nicht mehr wirklich an die Götter glaubt, während Egbert trotz aller harten Realpolitik sich am Religiösen klammert. Da Egbert sich hartnäckig weigert, Ragnar zu töten, schlägt dieser vor, ihn an seinen alten Todfeind König Ælle auszuliefern. Wenn dann Ragnars Söhne ihn rächen würden, was mit Sicherheit geschehen werde, würde dies nicht Wessex betreffen; dafür sollte Ivar heil nach Kattegat zurückkehren dürfen. Egbert stimmt zu, doch Ragnar vertraut sich Ivar an, zu dem er langsam eine Verbindung aufgebaut hat, dass die folgende Rache Wessex treffen solle. Ragnar wird an Ælle ausgeliefert, der nach all den Jahren endlich seinen Schwur einlösen kann und Ragnar in einer Schlangengrube tötet.

Die Züge des historischen Großen Heeres von 865 durch England

Währenddessen haben sich die Verhältnisse in Kattegat verändert. Lagertha übernimmt dort die Macht und tötet Aslaug, woraufhin vor allem der zurückgekehrte Ivar auf Rache sinnt. Björn unternimmt mit einer größeren Wikingerflotte einen Vorstoß bis nach Südspanien, wo sie in einer muslimisch geprägten Stadt landen. Dort findet Helga das Waisenmädchen Tanaruz, welches sie nach Norwegen mitnimmt. Björn und seine Halbbrüder erfahren vom Tod ihres Vaters und sammeln sich wieder in Kattegat. Dort beschließen die Wikinger, den Tod Ragnars, des größten Helden ihres Volkes, zu rächen. Sie sammeln eine große Flotte und setzen nach England über, wobei mehrere der versammelten Fürsten durchaus eigene Interessen im Blick haben und Spannungen bestehen, so auch zwischen Ivar und seinen anderen Brüdern. König Ælle unterschätzt die Größe des Wikingerheeres (das an das große Heer angelehnt ist, das 865/66 tatsächlich in England einfiel), verliert die Schlacht und wird brutal durch die berüchtigte Blutadler-Folter (s. Staffel 2) getötet.
Anschließend fallen die Wikinger in Wessex ein. Egberts Sohn Aethelwulf tritt ihnen mit einem Heer entgegen, wird aber besiegt, wobei Ivar den Schlachtplan maßgeblich beeinflusst. Egbert verzichtet zugunsten Aethelwulfs auf die Krone und liefert sich den Wikingern aus. Er hält sie durch die offizielle Übertragung von Land hin und erkauft sich so auch die Möglichkeit, statt wie Ælle durch einen Blutadler durch Suizid im Stil antiker Philosophen zu sterben. Bei den Wikingern entbrennt ein Streit, wie es nun weitergehen soll. Björn will weiter ans Mittelmeer ziehen (der Mittelmeerraubzug (histor. 859-862) spielt in der Serie 845, was aber zeitlich nicht passt, da der Angriff auf Paris ebenfalls 845 erfolgt), andere Wikinger wollen in England siedeln, wie es schon Ragnar geplant hat, während etwa Ivar auf weitere Eroberungen in England aus ist. Das große Heer der Wikinger löst sich auf, doch zuvor tötet Ivar im Streit seinen Bruder Sigurd. Helga wird von Tanaruz erstochen, welche sich danach ebenfalls umbringt.

### Fünfte Staffel
Nachdem das Wikingerheer den Tod Ragnars gerächt hat, haben Ragnars Söhne ihre Aufgabe erfüllt. Die Gemeinschaft beginnt zu zerfallen. Die einen planen das von König Egbert versprochene Land einzufordern und zu besiedeln. Andere wollten weitere Eroberungszüge unternehmen oder auch in die Heimat reisen.
Floki ist nach dem Tod von Helga ein gebrochener Mann. Er verlässt alleine die Streitmacht in England. Ein Sturm bringt ihn an die Küste einer unbekannten vulkanischen Insel (Island). Geschwächt und dem Tode nah erscheinen ihm die Götter und er glaubt sich in Asgard zu befinden. Als er wieder klare Gedanken fassen kann, entschließt er sich, die Insel zu verlassen, um im Auftrag der Götter Siedler zu werben.
König Harald entscheidet sich für die Rückkehr nach Kattegat. Er verspricht, von den Heldentaten in England zu berichten. Gleichzeitig schmiedet er einen Plan, um König von ganz Norwegen zu werden. In Kattegat entführt er Astrid, die Geliebte von Lagertha, und macht sie zu seiner Gemahlin.
Haralds Bruder Halfdan schließt sich Björn an, der mit einer kleinen Truppe Wikinger in Richtung Mittelmeer aufbricht. Sie segeln bis Sizilien und werden dort als Leibgarde des eher unbedeutenden byzantinischen Statthalters Euphemios angeheuert, der gegen Kaiser Michael II. rebelliert hat. Björns Wissensdurst treibt ihn jedoch weiter. Er überzeugt Euphemios, ihn nach Nordafrika zu begleiten, wo ein mächtiger muslimischer Herrscher namens Ziyadat Allah residiert, dem Euphemios Tribut entrichtet.
Das Verhältnis zwischen Ivar und seinen Brüdern Hvitserk und Ubbe ist weiter stark belastet. Während Ubbe und Hvitserk Frieden und Land in England wünschen, strebt Ivar nach weiteren Raubzügen. So überzeugt Ivar seine Brüder York zu überfallen. Die Wikinger nehmen die Stadt im Handstreich ein und beginnen sich einzurichten. Sie bauen die Befestigungen der Stadt aus, da sie einen Angriff angelsächsischer Truppen unter dem Kommando von Egberts Sohn Aethelwulf und Bischof Heahmund von Sherborne befürchten; letzterer versteht sich als Soldat Gottes und beteiligt sich mit seinen Männern aktiv an Kampfhandlungen. Der erste Versuch der Rückeroberung Yorks scheitert aufgrund von Ivars Planungen. Ubbe und Hvitserk führen im Anschluss hinter Ivars Rücken Friedensverhandlungen, die aber scheitern; sie werden von Bischof Heahmund gedemütigt und misshandelt zurückgeschickt. Den folgenden Angriff der Angelsachsen wehren die Wikinger unter Ivars Führung erneut ab. In der Folge beansprucht Ivar die Führung des Heeres für sich. Ubbe verlässt England mit einigen Vertrauten, um nach Kattegat zu segeln, während sich Hvitserk widerwillig Ivar anschließt, der ihn jedoch geringschätzt.
In Kattegat nimmt Lagertha Ubbe auf und Björn kehrt aus dem Mittelmeer zurück. Ivar nimmt bei einer weiteren Auseinandersetzung mit den Angelsachsen Bischof Heahmund von Sherborne gefangen. Björn heiratet eine samische Prinzessin. Ivar entschließt sich, Lagertha zu töten, und segelt zurück nach Norwegen, wo er sich mit Harald verbündet. Bischof Heahmund beschließt, für Ivar zu kämpfen. Am Vollmond stehen sich die Truppen Ivars und Lagerthas gegenüber. Nach einer erbitterten Schlacht gewinnen Lagerthas Truppen und nehmen den in der Schlacht verletzten Bischof Heahmund gefangen. Ivar schickt Hvitserk nach Frankreich, um einen Gefallen von Rollo einzufordern. Bischof Heahmund verliebt sich inzwischen in Lagertha und beschließt, für sie zu kämpfen.
Inzwischen stirbt König Aethelwulf nach einem Bienenstich und es steht offen, wer sein Nachfolger wird. Die Lords wollen Aethelred, den leiblichen Sohn Aethelwulfs, aber seine Mutter will ihren anderen Sohn Alfred, den sie mit dem Mönch Aethelstan gezeugt hat, auf dem Thron sehen. Nach sehr viel Druck von ihrer Seite gibt Aethelred nach und übergibt die Krone an seinen Halbbruder.
Die Siedler, die Floki nach Island gebracht hat, sind unzufrieden, da sie nicht das versprochene fruchtbare Land bekommen haben. Zwischen zwei Familien bricht eine Blutsfehde aus, die mehrere Tode zur Folge hat. Da Floki davon überzeugt ist, dass er die Götter glücklich stimmen muss, schlägt er sich als Opfer vor.
Mit einer Armee seines Onkels Rollo kehrt Hvitserk nach Norwegen zurück und Ivar führt die Truppen, die nun stark genug sind, gegen Lagertha. In einer letzten Schlacht, in der Harald seinen Bruder Halfdan töten muss und Lagertha ihre schwangere Geliebte ersticht, kommt es zu einem erbitterten Kampf. Björns Frau und deren Vater werden getötet, doch Ubbe verschont seinen Bruder Hvitserk. Schließlich muss sich Lagertha zurückziehen und Ivar gewinnt die Schlacht.
Rollo konfrontiert Lagertha mit der Tatsache, dass er der leibliche Vater Björns ist. Doch statt sein Angebot anzunehmen, in Frankreich sicheren Unterschlupf zu finden, zieht sie mit Björn, Ubbe, Torvvi und Heahmund nach Wessex weiter, um Alfred zu unterstützen.
Ivar kehrt als Führer eines riesigen Heeres nach Kattegat zurück und lässt sich zum König und Gott krönen.

### Sechste Staffel
In der ersten Hälfte der sechsten und letzten Staffel kämpft Björn als neuer König von Kattegat darum, in die gewaltigen Fußstapfen seines Vaters zu treten. Der im Exil lebende Ivar kämpft sich mithilfe der Rus-Wikinger zurück nach Kattegat. Währenddessen ringen Harald und Björn um die Krone von Norwegen.
Im zweiten Teil der sechsten Staffel erleben die schon siegessicheren Rus, angeführt von Prinz Oleg, eine böse Überraschung und sehen sich gezwungen nach Kiew zurückzukehren. Dort plant Ivar zusammen mit Olegs Bruder Dir eine Rebellion, die Igor aus der Tyrannei seines Onkels befreien soll. Während in Kattegat Harald wieder zum König von ganz Norwegen ernannt wird, kämpft Ubbe auf dem Weg nach Westen um das blanke Überleben.

## Historische Hintergründe
Serienerfinder Michael Hirst erklärte zu Fragen der Authentizität:

“I especially had to take liberties with ‚Vikings‘ because no one knows for sure what happened in the Dark Ages. [...] We want people to watch it. A historical account of the Vikings would reach hundreds, occasionally thousands, of people. Here we’ve got to reach millions.”

„Ich musste mir besondere Freiheiten für ‚Vikings‘ erlauben, weil niemand genau weiß, was im Finsteren Mittelalter passiert ist. […] Wir wollen, dass sich die Leute das anschauen. Eine historische Nacherzählung würde ein paar hundert, vielleicht ein paar tausend Menschen erreichen. Wir wollen aber Millionen erreichen.“

Historiker haben sowohl die Ausstattungsdetails der Serie (beispielsweise Kleidung und Waffen) als auch die Lebensumstände, die Herrschaftsstruktur und die Verhaltensweisen der handelnden Personen kritisiert, weil sie in der TV-Serie nicht dem Stand der historischen Forschung entsprechen beziehungsweise auf ganz andere Epochen und Zeiten verweisen. Andere Details dagegen, wie beispielsweise die Größe der dargestellten Heere und Kampfgruppen, die im 9. Jahrhundert gewiss klein waren, sowie die „wilde“ Einzelkampftaktik und der Schildwall, nähern sich gut den historisch belegbaren Erkenntnissen. Ob tatsächlich Frauen auf den Wikingerzügen mitgekämpft haben, lässt sich dagegen historisch nicht belegen.
Außerdem arbeitet die Serie mit der Methode, reale historische Ereignisse, die zwar tatsächlich zur Wikingerzeit stattgefunden haben, aber über einen viel längeren Zeitraum verteilt, zu kondensieren und zu verschmelzen. Der erste Wikingerüberfall in England fand 789 auf Dorset statt, der Überfall auf Paris dagegen erst 845, also mehr als 50 Jahre später, durch einen gewissen Reginheri. Horik I. regierte von 827 bis 854, Egbert von Wessex von 802 bis 839, Ælle von Northumbria nur von 862 bis 866 oder 867, also zur Zeit von Egberts Sohn Aethelwulf. Aethelwulf war zwar mit einer Prinzessin namens Judith verheiratet, diese war aber eine Tochter Karls des Kahlen. Graf Odo von Paris lebte 866-898 und leitete 885 unter Karl dem Dicken die erfolgreiche Verteidigung von Paris gegen den letzten Raubzug der Wikinger. Die Anfänge der Skandinavien-Mission des jungen Ansgar dagegen fanden schon in den 820er Jahren statt. 845, zur Zeit des ersten Wikingerüberfalls auf Paris durch Reginheri, war Karl der Kahle westfränkischer König, die Belehnung Rollos als erster Herzog der Normandie geschah dagegen erst 911 durch Karl den Einfältigen. Der in der 5. Staffel erwähnte byzantinische Kaiser Michael II. wiederum regierte zu Beginn des 9. Jahrhunderts, während der in Staffel 4.2 und 5 geschilderte Wikingereinfall in England 866 stattfand.
Die Figur Ragnar Lodbroks ist ohnehin sagenhaft und nur schwer rekonstruierbar; der erwähnte Reginheri mag für die mittelalterlichen Erzählungen um Ragnar – die beiden Sagas Ragnar Lodbroks Saga und die Saga von Ragnars Söhnen – als historischer Kern fungiert haben. Andere Ereignisse werden ebenfalls zeitlich zusammengezogen, verkürzt oder sonst verändert, während gewisse geschichtliche Grundzüge (so der Einfall der Wikinger in England 865/66, wobei Ivar Ragnarsson eine wichtige Rolle spielte) eingebunden werden.
Einen weiteren historischen Bezug stellt Flokis Erkundung Islands dar, womit auf Flóki Vilgerðarson verwiesen wird, obgleich Flokis sonstiger Lebenslauf nicht mit dem des historischen Flóki übereinstimmen kann.
Weitere historisch belegte Personen, die in der Serie auftreten, sind die Könige Alfred der Große von Wessex und Harald Schönhaar von Norwegen. Auch der kriegerische Bischof Heahmund hat wirklich existiert. Er wurde 871 in der Schlacht von Marton getötet.
In Staffel 6 erfolgt teilweise ein weiterer Zeitraffer mit Personen und Geschehnissen aus dem späten 10. Jh., wie z. B. die christlichen Rus, König Olaf oder Erik dem Roten, der sogar in Vikings Valhalla wieder lebendig auftaucht. Damit streckt sich die Serie nicht nur über 200 Jahre, wobei Björn damit auch so alt sein muss, sondern das Spin-Off kann somit nicht 100 Jahre später spielen, da es im Jahre 1002 beginnt.

## Produktion
Anfang 2012 hat der kanadische Fernsehsender History Television bekannt gegeben, seine erste eigenproduzierte Fernsehserie herzustellen. Man bestellte die Serie Vikings mit einem Budget von 40 Millionen US-Dollar.
Ende Mai 2012 wurden die ersten Rollen vergeben. Gabriel Byrne, Clive Standen, Jessalyn Gilsig und Travis Fimmel wurden für die Hauptrollen besetzt. Die ersten Dreharbeiten begannen im Juli 2012 in den irischen Ashford Studios und mit Außenaufnahmen am Luggala, einem Berg in den Wicklow Mountains.
Für die zweite Staffel wurden Alexander Ludwig und Linus Roache für neue Hauptrollen besetzt. Ludwig schlüpft in die Rolle des Jugendlichen Bjorn Lodbrok und Roache spielt König Egbert von Wessex.
Mitte September 2017 wurde offiziell eine sechste Staffel bestätigt, deren Dreharbeiten noch im gleichen Monat begonnen haben. Michael Hirst, Schöpfer der Serie, bestätigte, dass die Wikinger in den neuen Episoden nach Russland reisen, das von Wikingern als Rus gegründet wurde. Der russische Schauspieler Danila Kozlovsky übernahm die Rolle des Oleg von Novgorod, eines russischen Prinzen, der auch als „Oleg der Prophet“ bekannt war; der deutsch-russische Schauspieler Lenn Kudrjawizki übernahm die Rolle seines Bruders, des Prinzen Dir.

## Soundtrack
Der Soundtrack stammt vom kanadischen Komponisten Trevor Morris und enthält zahlreiche Beiträge der norwegischen Neo-Folk-Band Wardruna.
Im Intro zu jeder Folge ist ein Ausschnitt aus dem Titel If I had a heart der schwedischen Künstlerin Karin Dreijer bzw. ihres Soloprojektes Fever Ray zu hören.

## Besetzung und Synchronisation
Eine erste deutsche Synchronisation entstand 2013 nach einem Dialogbuch und unter der Dialogregie von Olaf Mierau durch die Synchronfirma Studio Funk in Berlin.
Ab 2015 wurde dann bei der Berliner Synchronfirma Arena Synchron eine neue Synchronfassung von ProSieben und Metro-Goldwyn-Mayer in Auftrag gegeben. Das Dialogbuch schrieb nun Holger Twellmann und Oliver Schwiegershausen, der auch die Dialogregie übernahm.

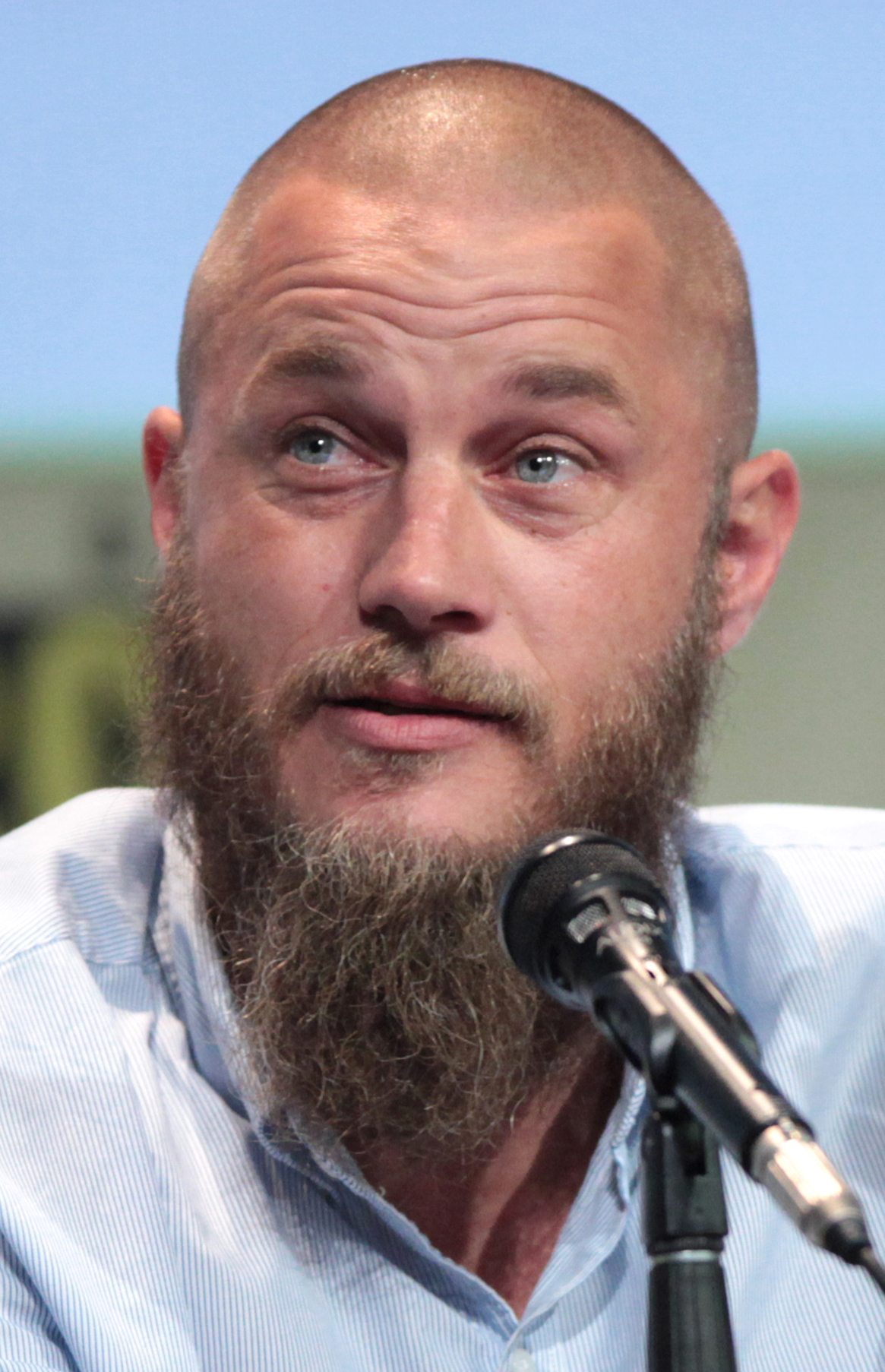
Travis Fimmel
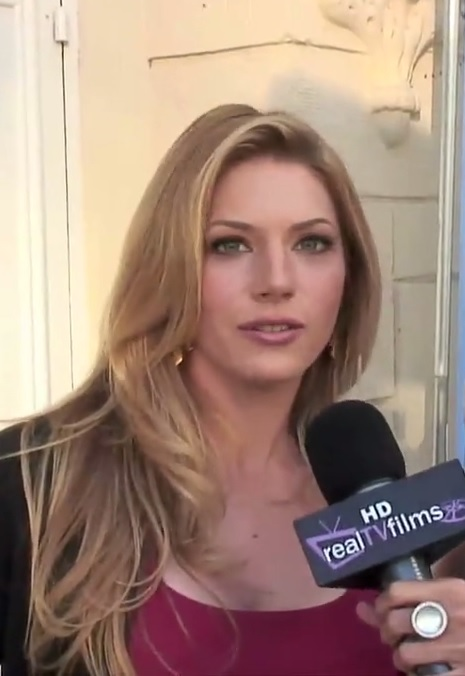
Katheryn Winnick
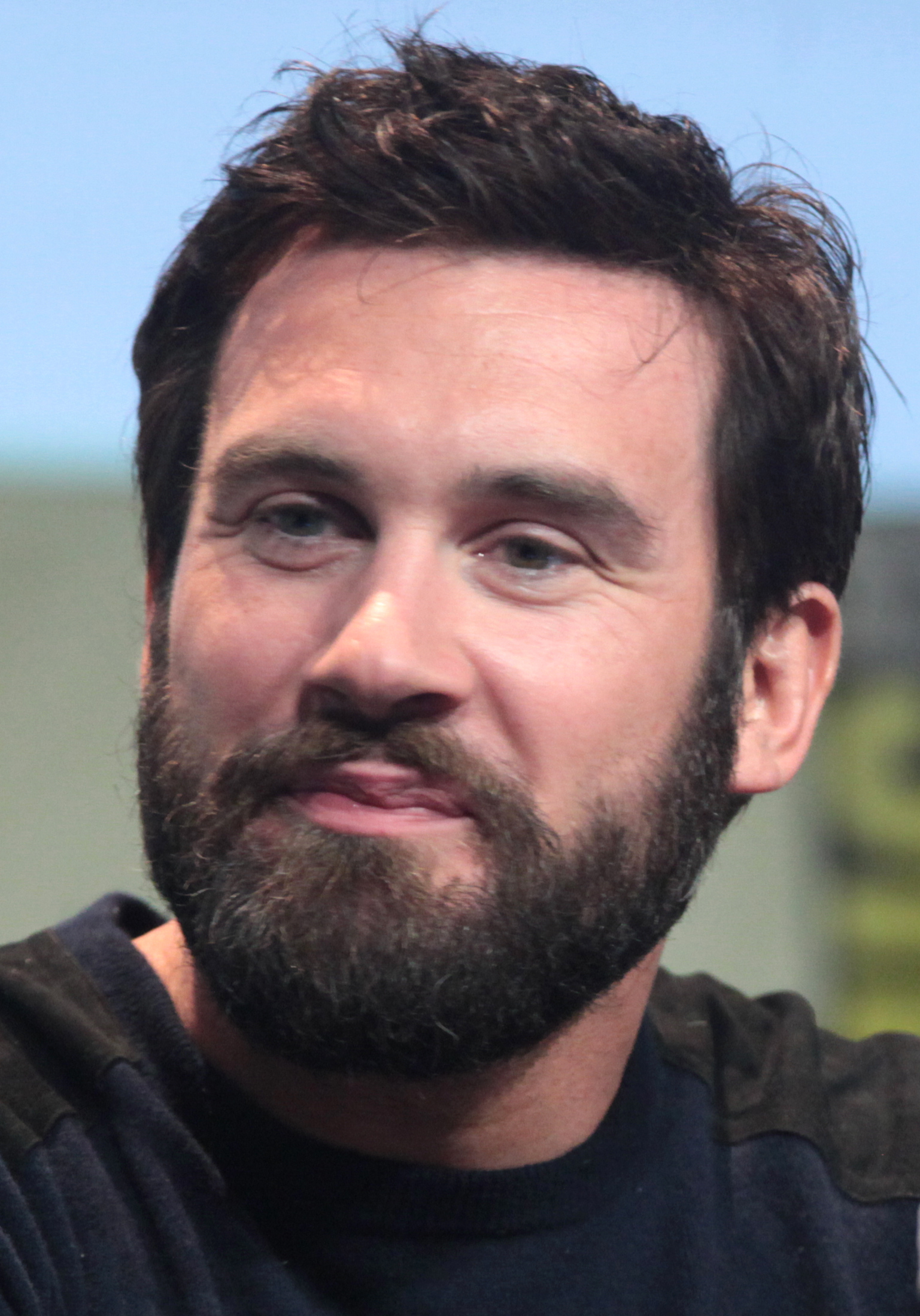
Clive Standen
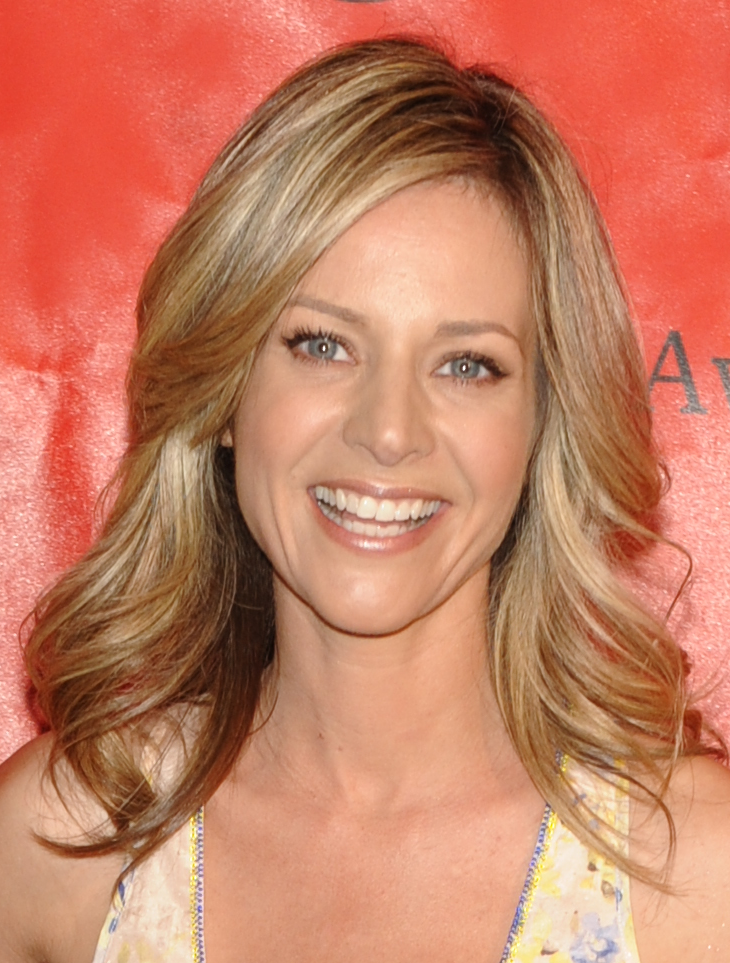
Jessalyn Gilsig
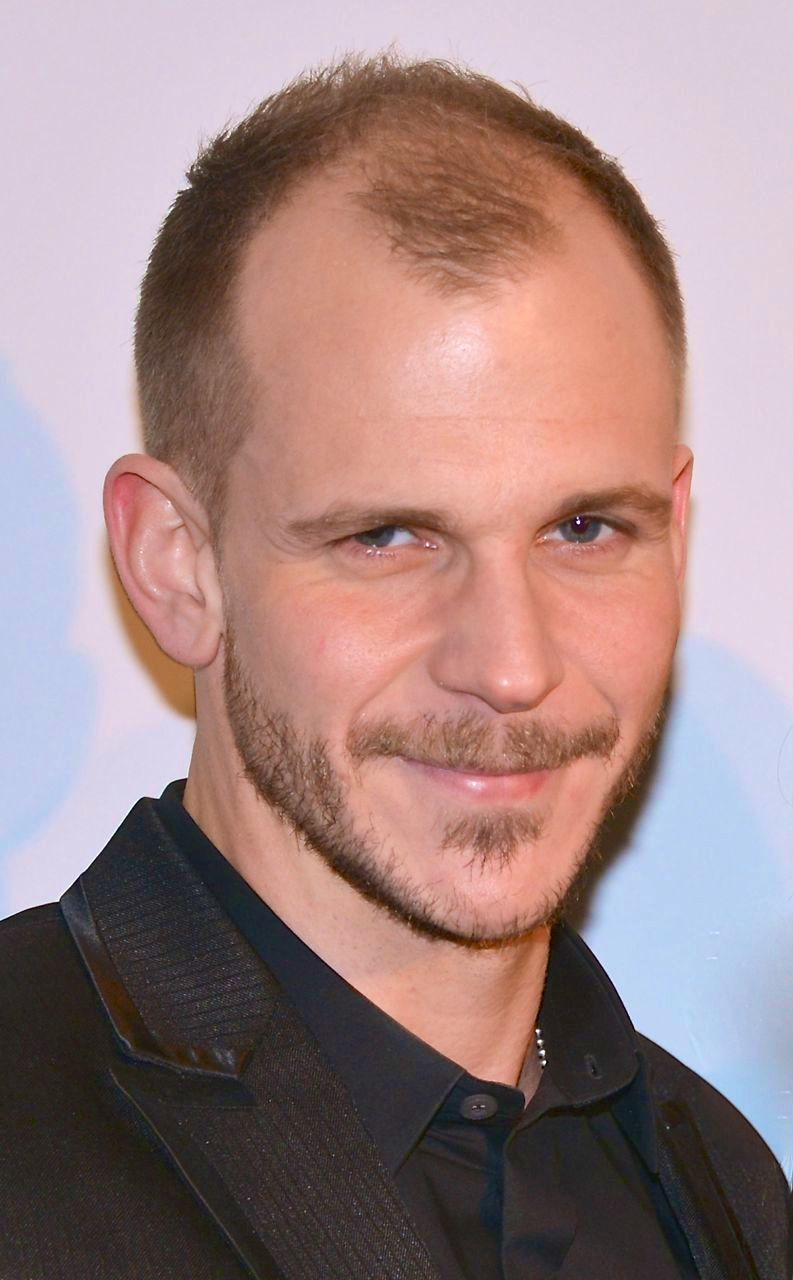
Gustaf Skarsgård
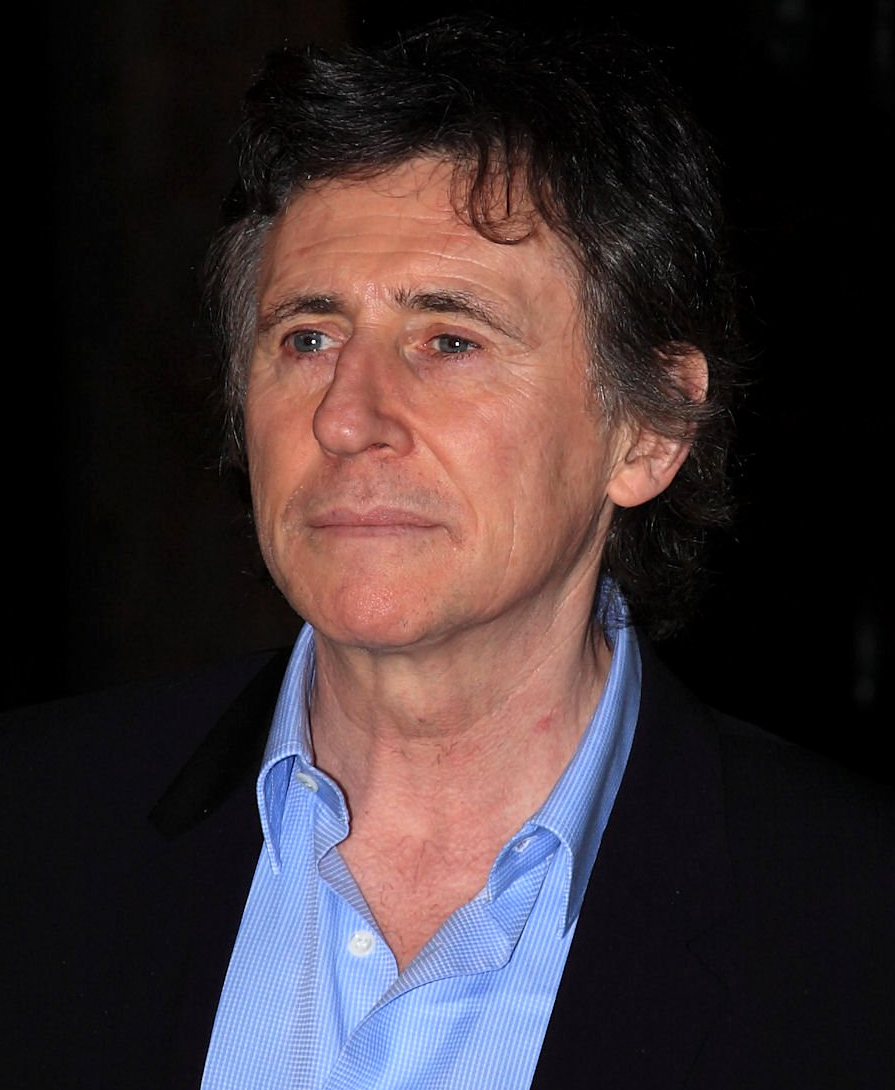
Gabriel Byrne
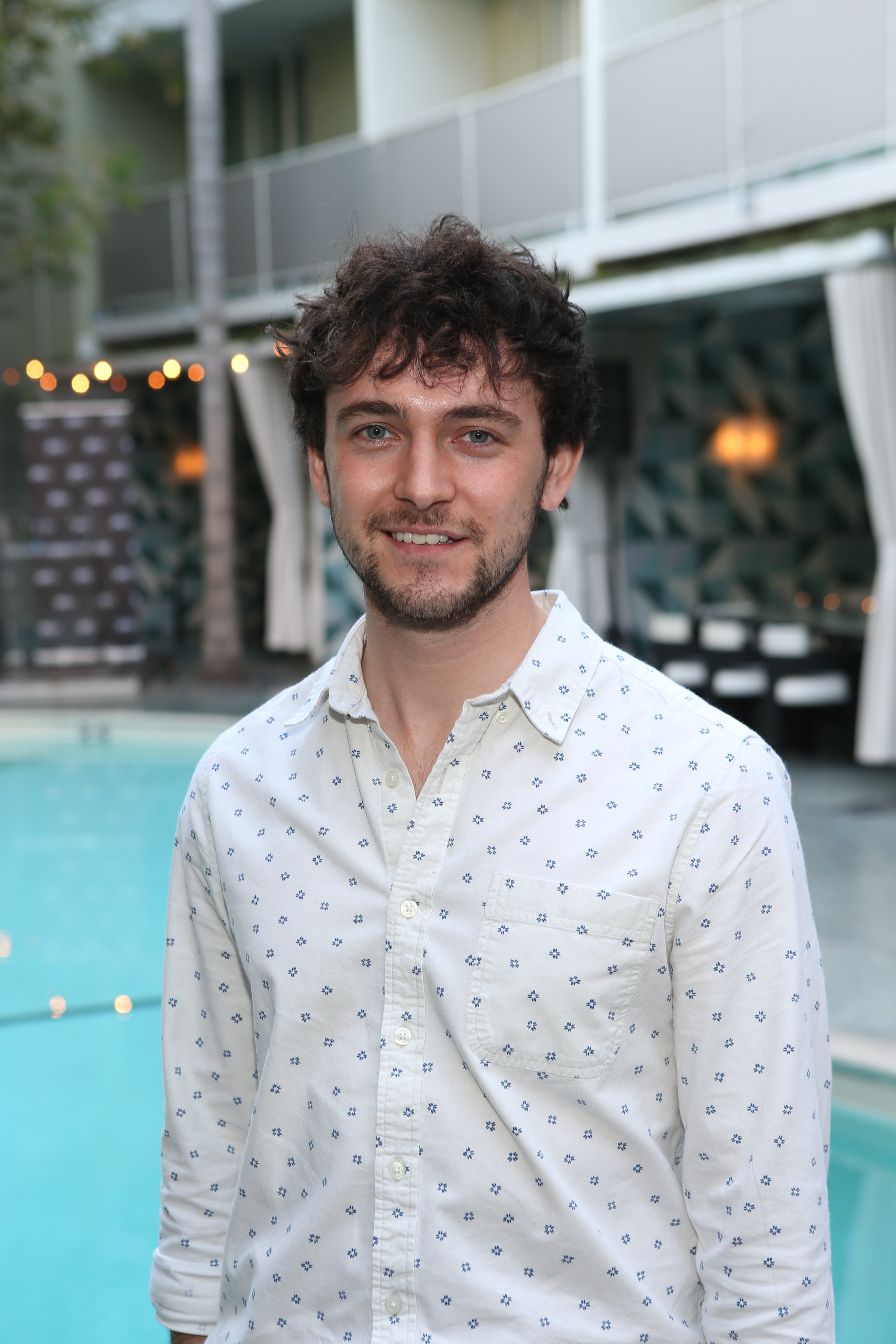
George Blagden
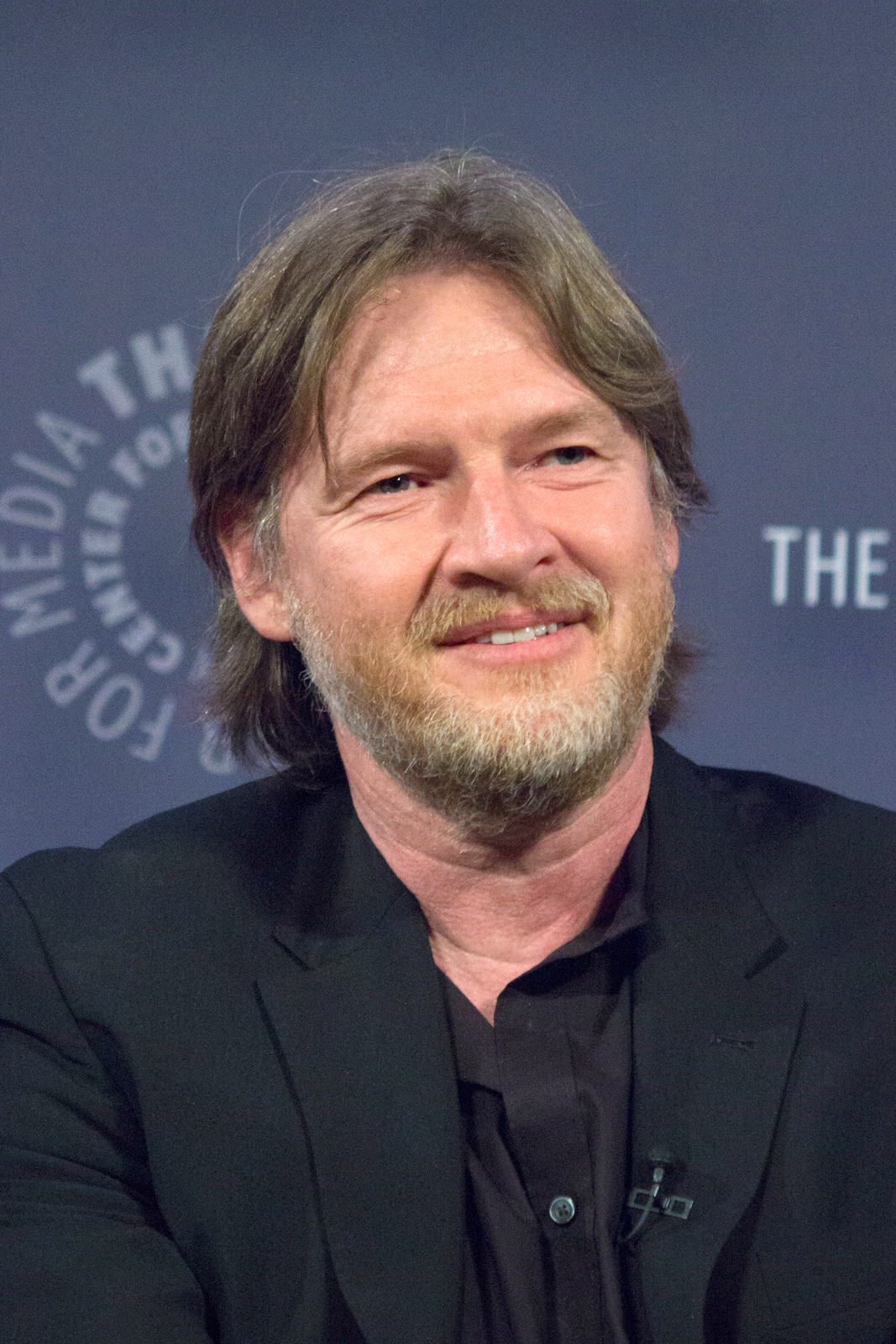
Donal Logue
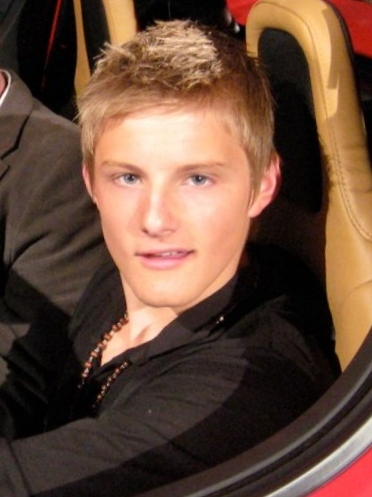
Alexander Ludwig
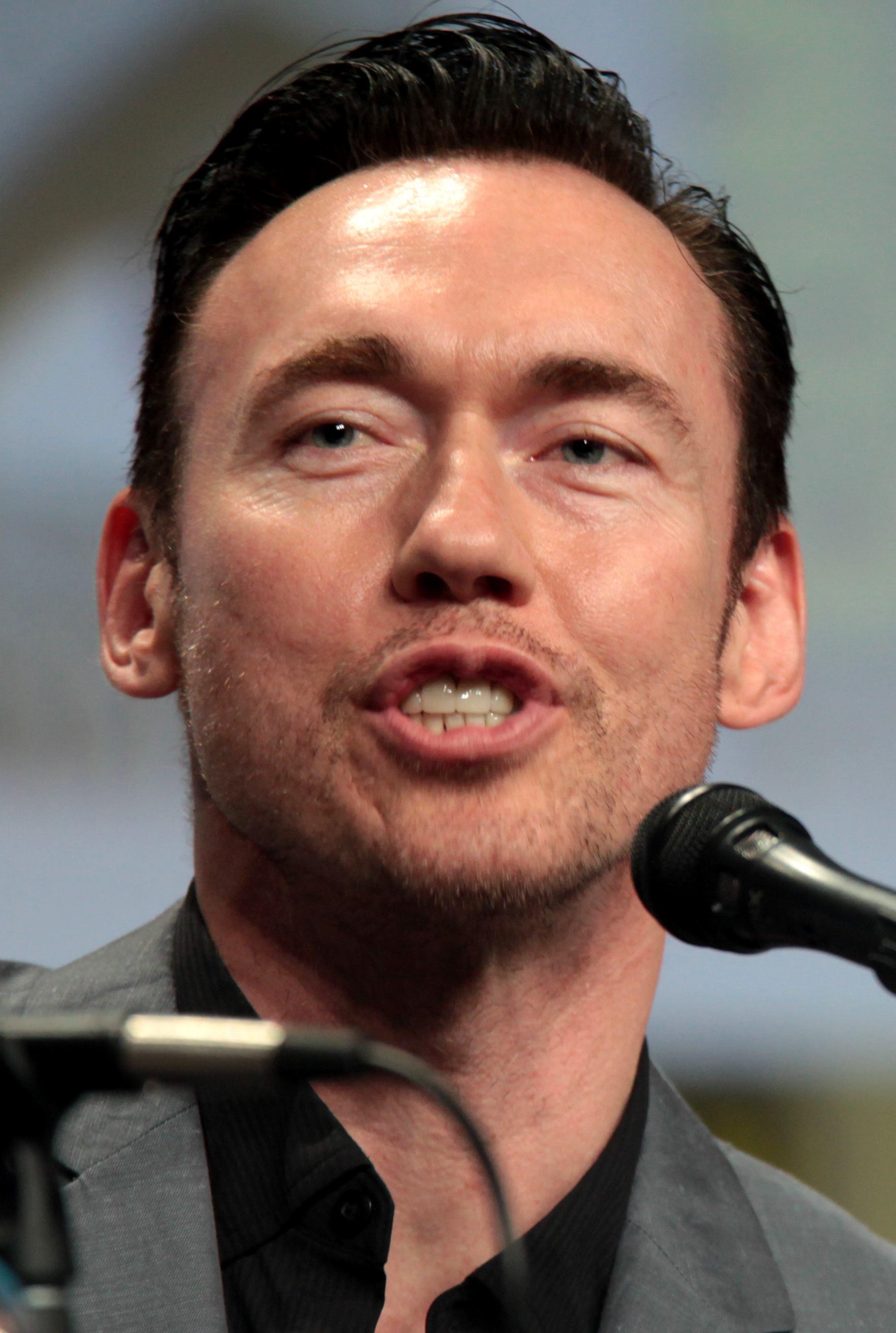
Kevin Durand
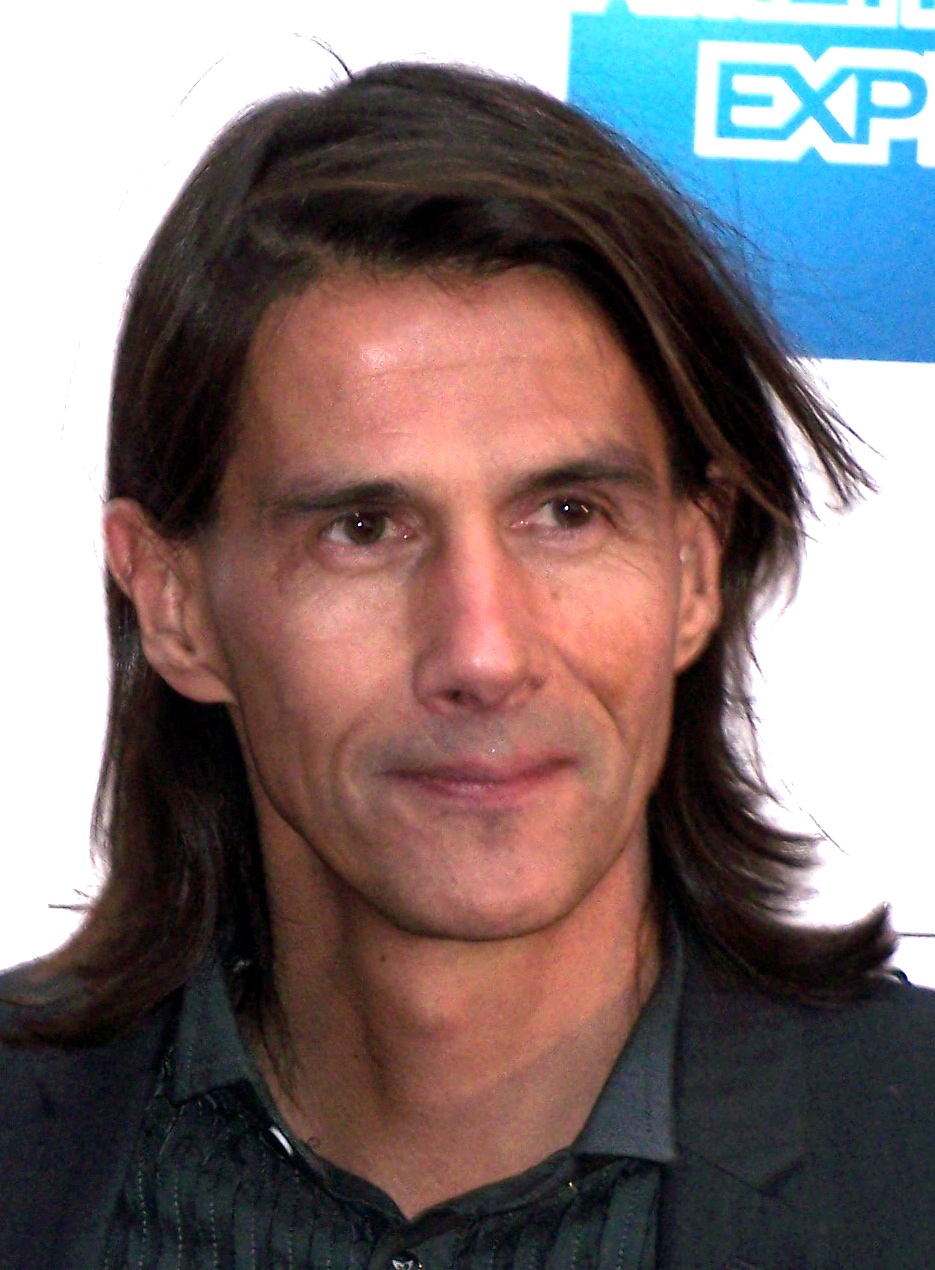
Lothaire Bluteau
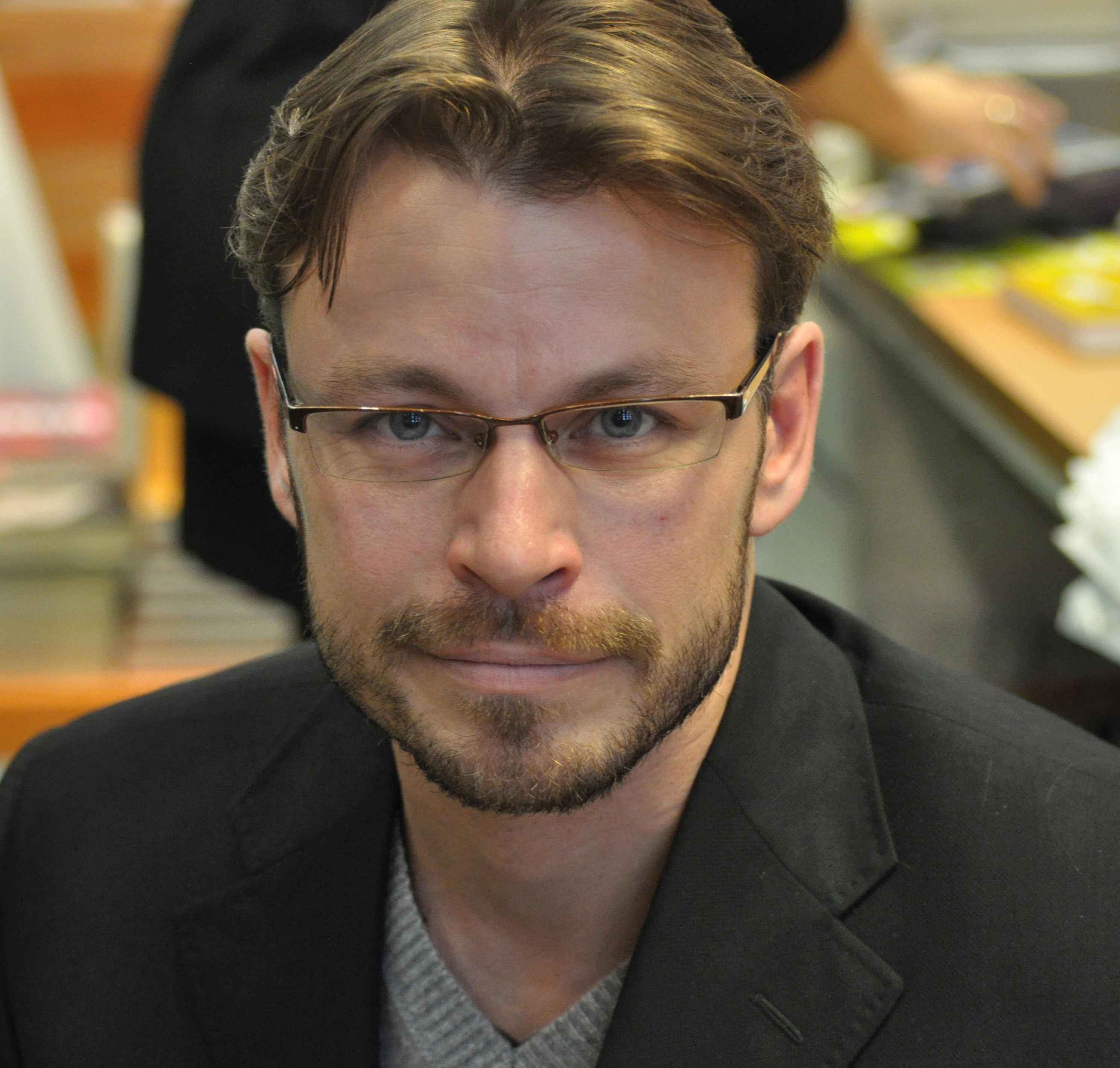
Peter Franzén
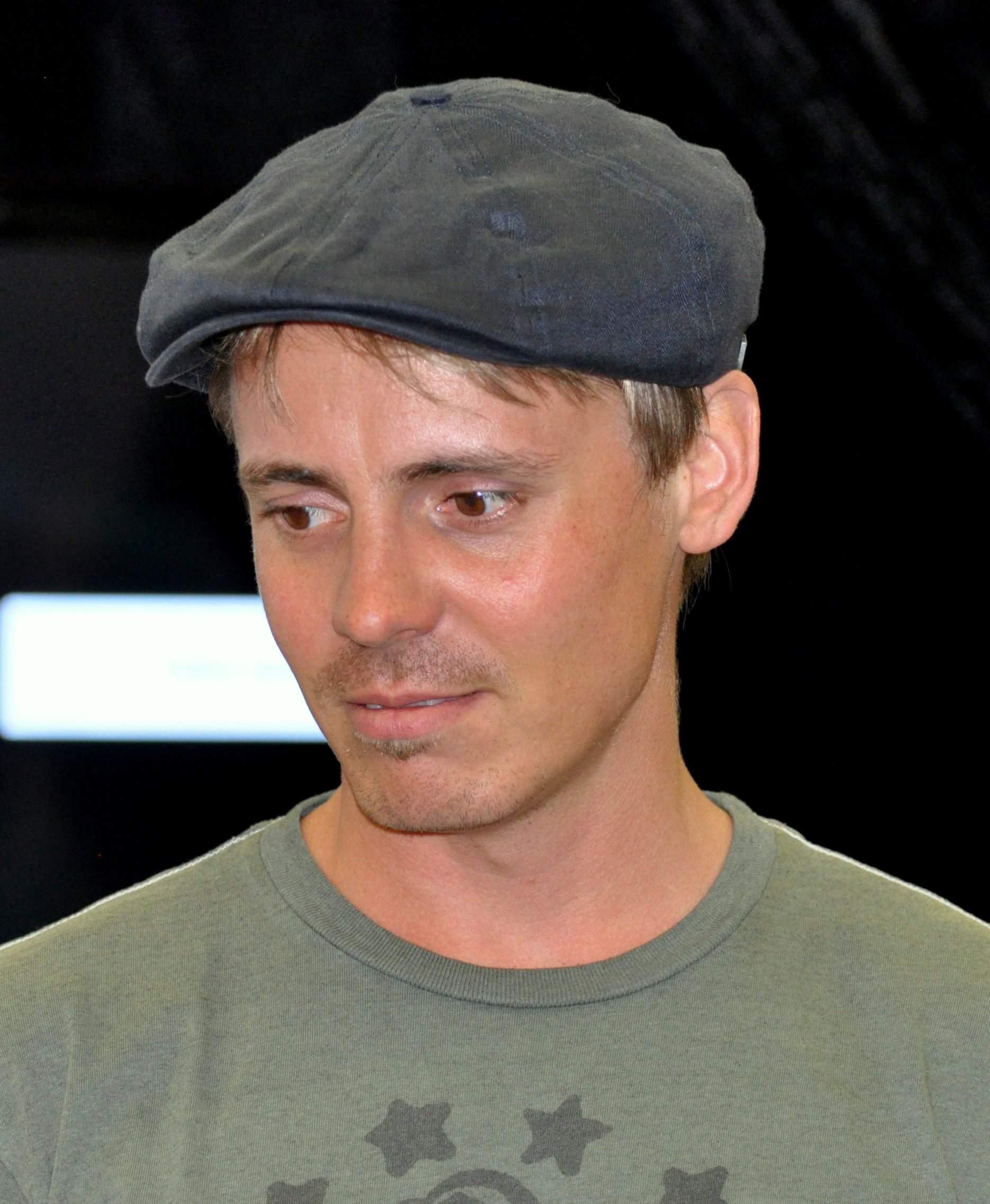
Jasper Pääkkönen
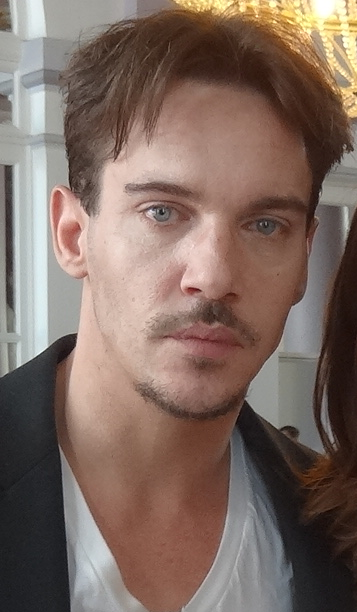
Jonathan Rhys Meyers
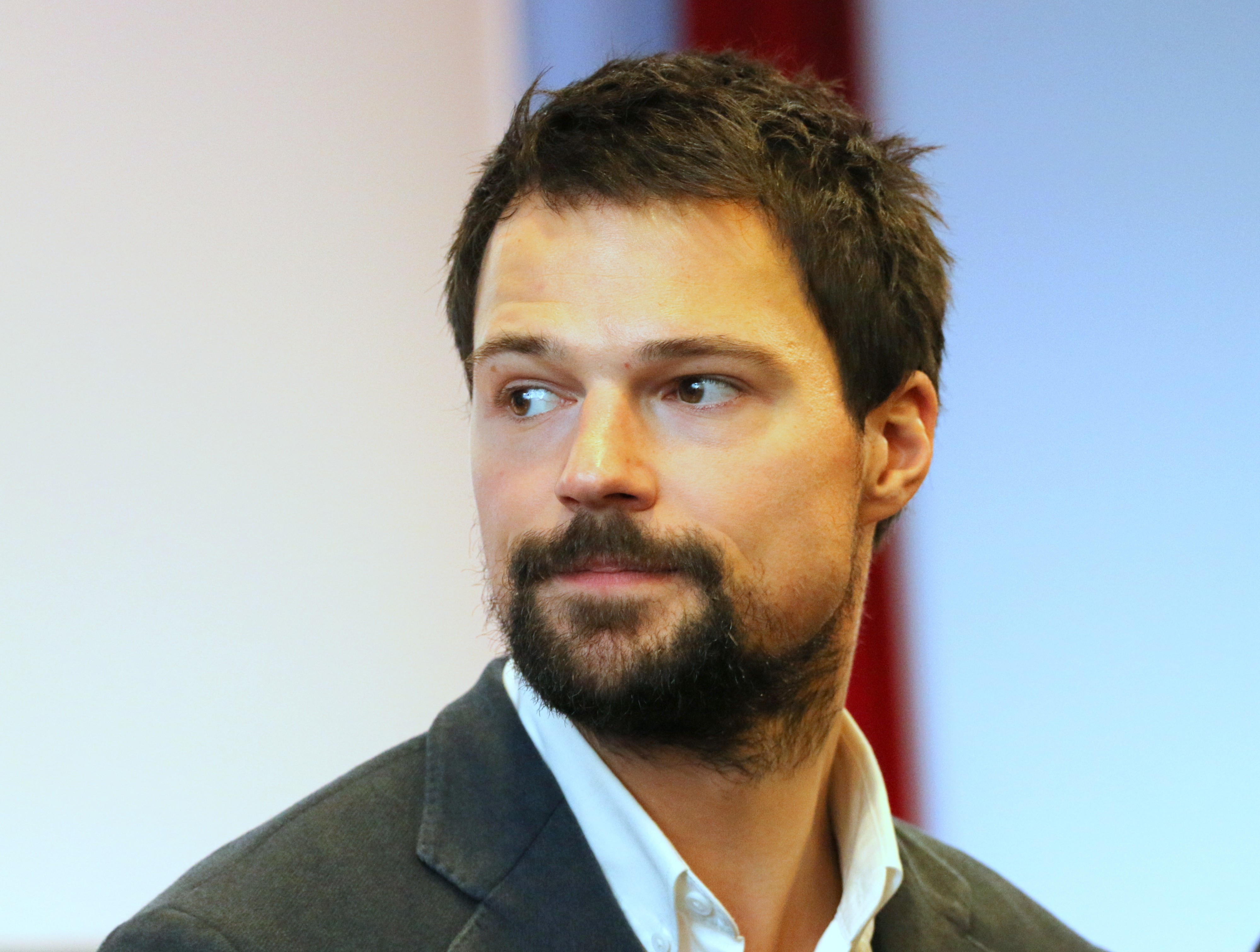
Danila Kozlovsky
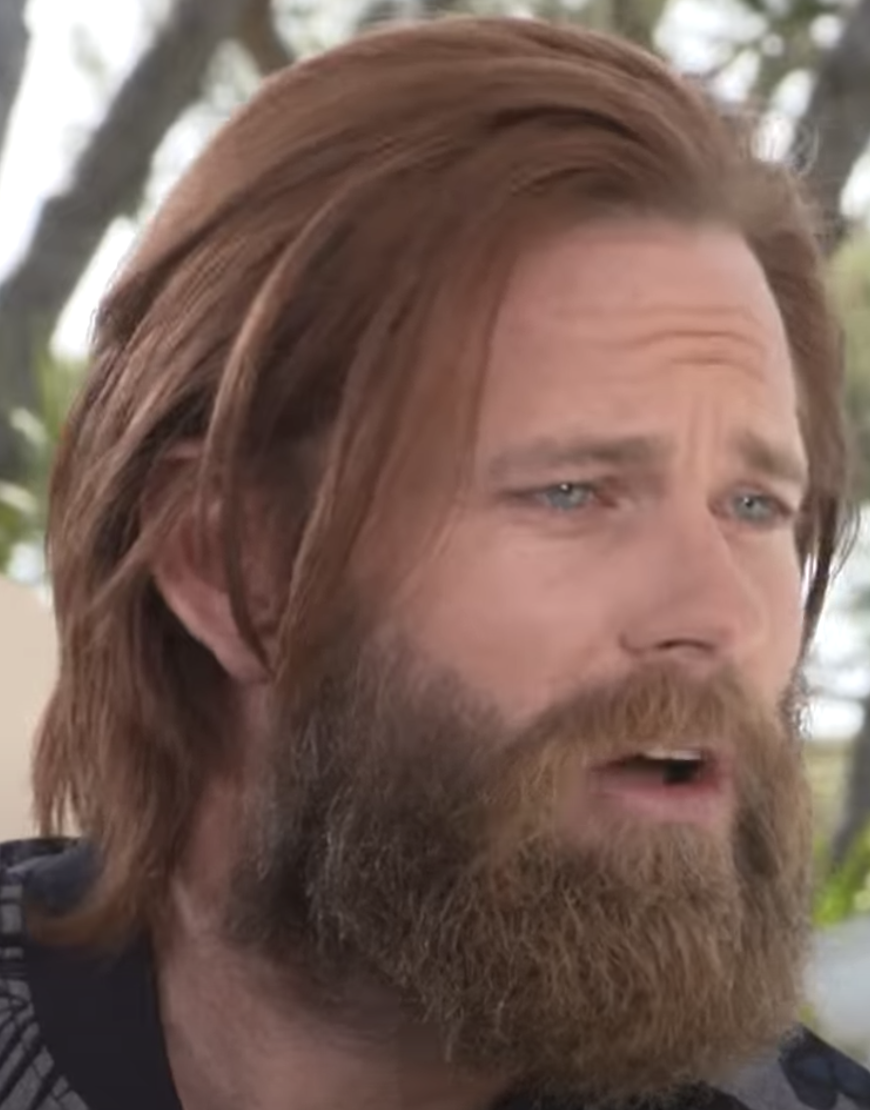
Eric Johnson
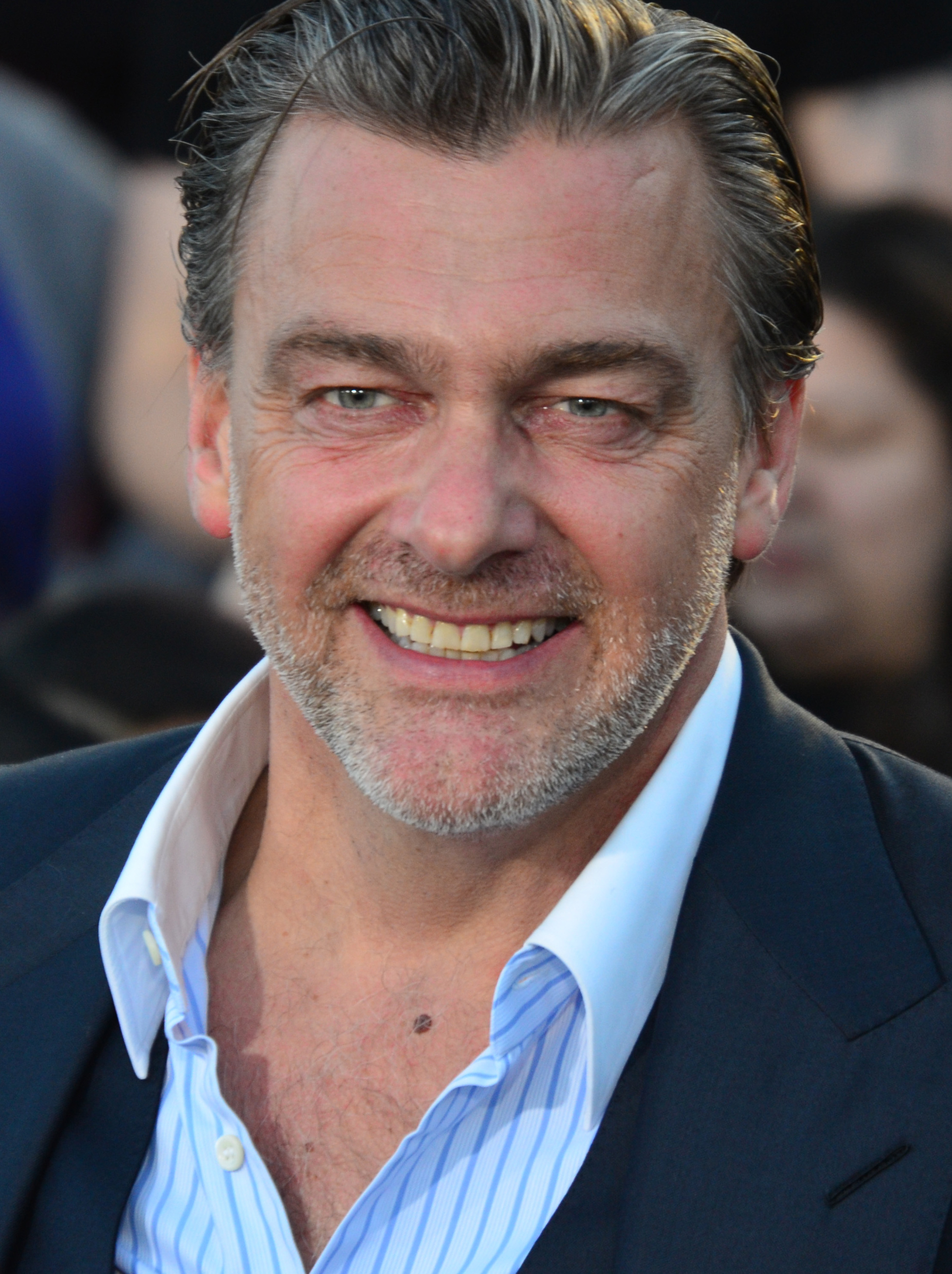
Ray Stevenson
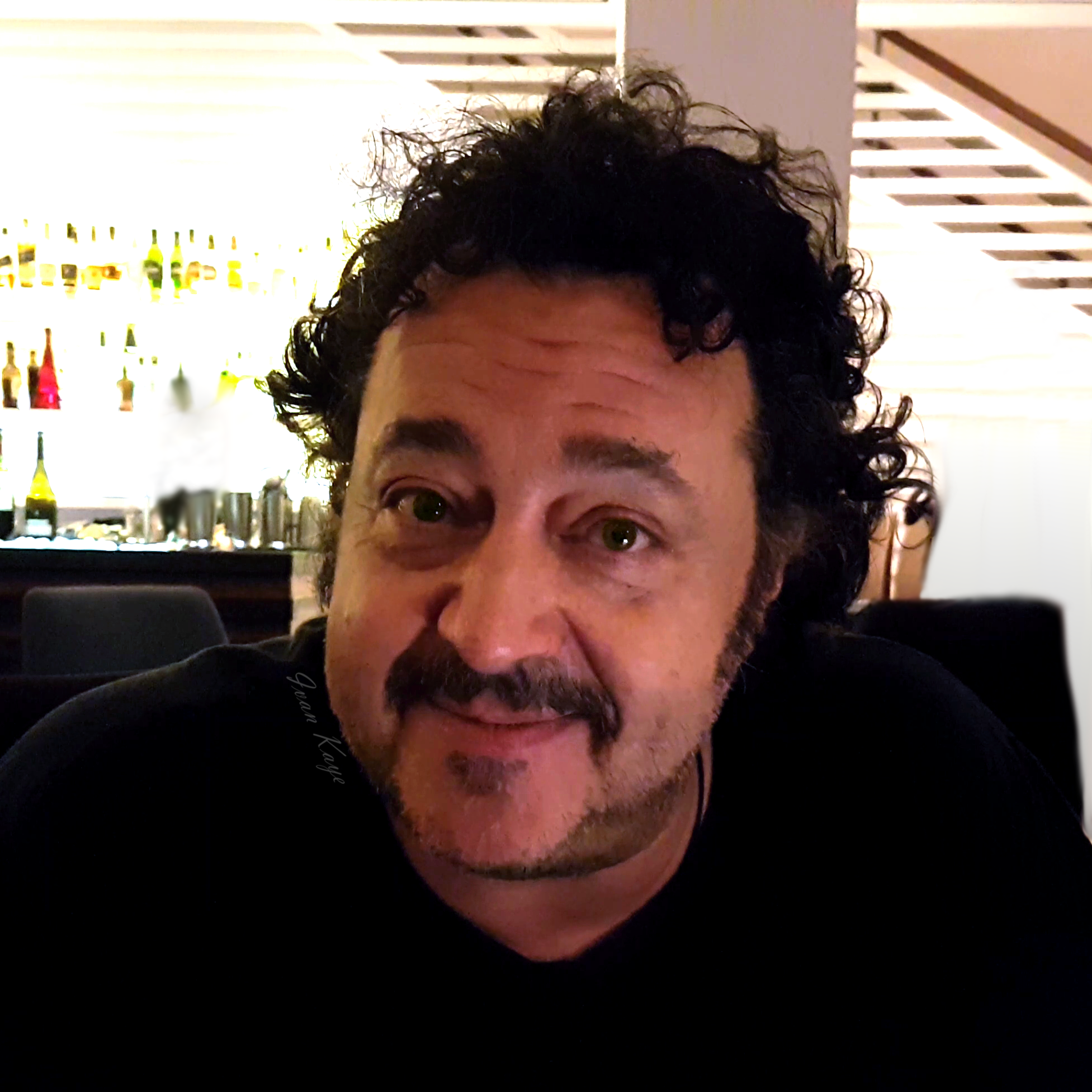
Ivan Kaye
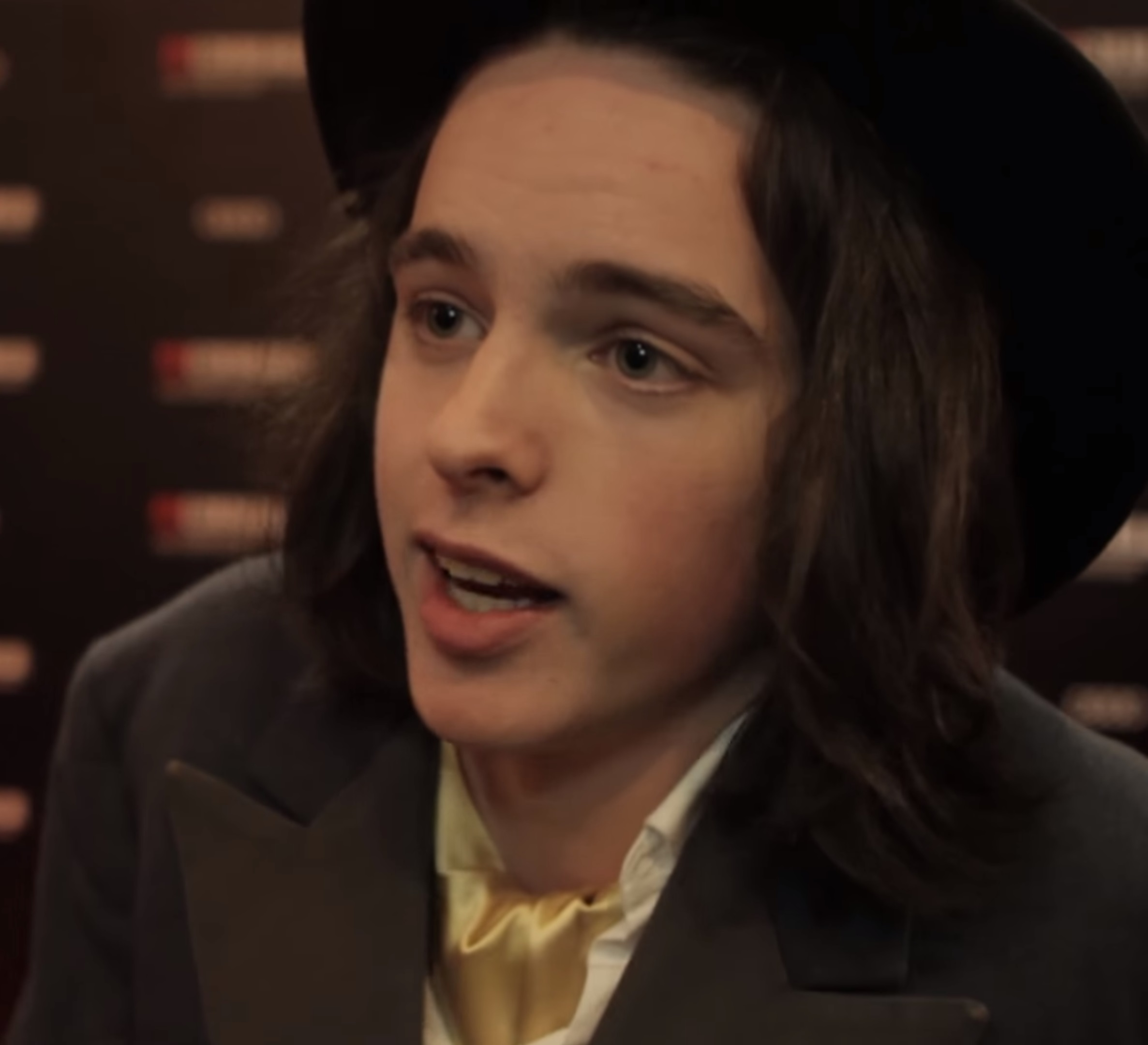
Ferdia Walsh-Peelo
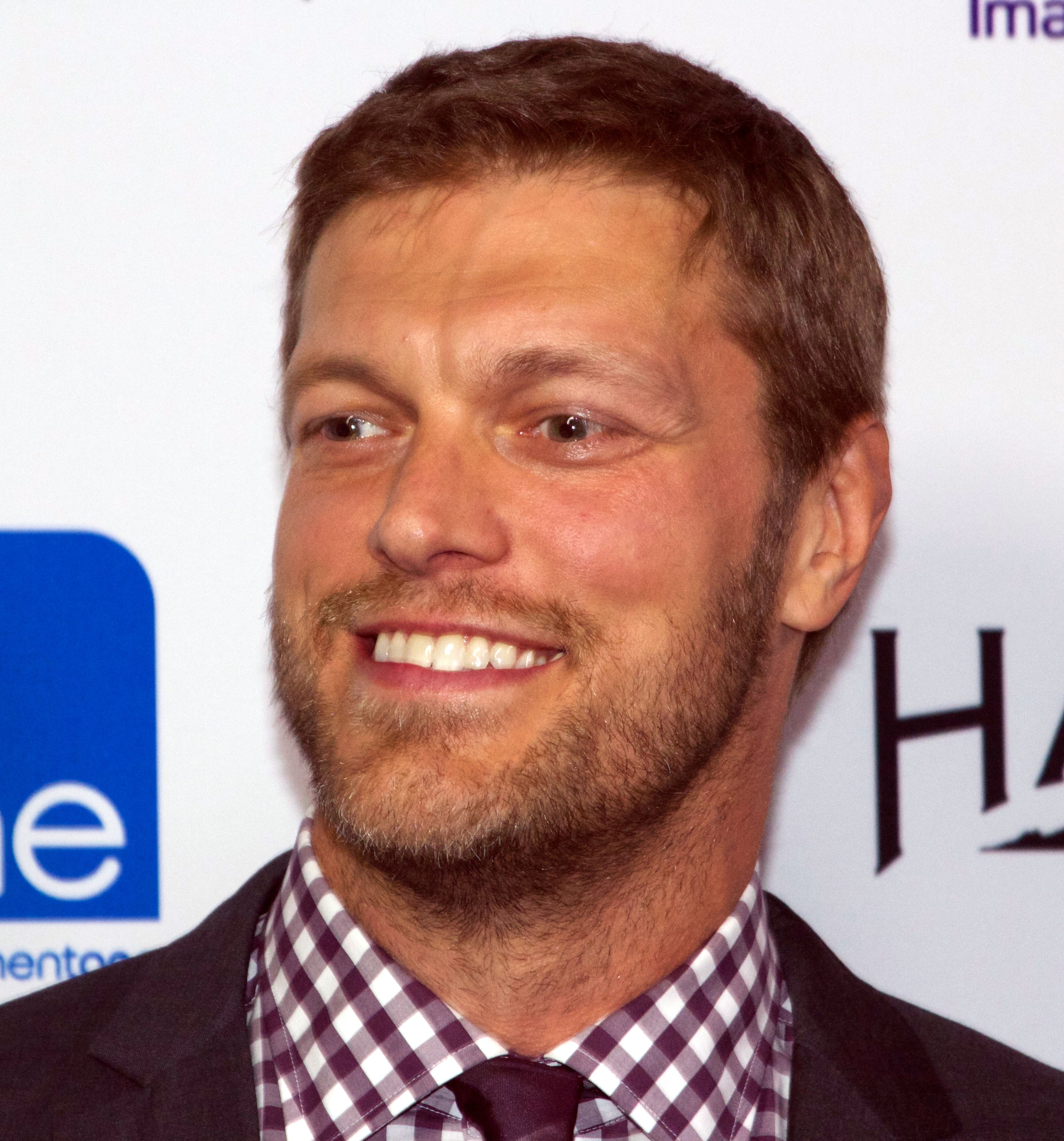
Adam Joseph Copeland
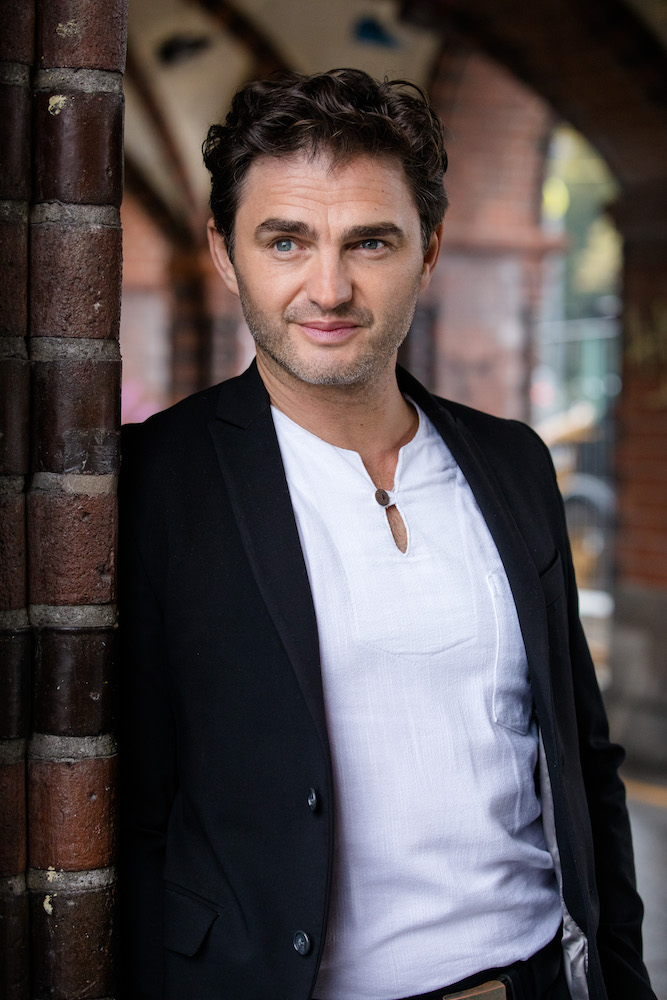
Lenn Kudrjawizki

### Hauptbesetzung
| Rollenname               | Schauspieler         | Hauptrolle           | Nebenrolle                                                                   | Synchronsprecher                                         | Synchronsprecher     |
| Rollenname               | Schauspieler         | Hauptrolle           | Nebenrolle                                                                   | Fassung 1                                                | Fassung 2            |
| ------------------------ | -------------------- | -------------------- | ---------------------------------------------------------------------------- | -------------------------------------------------------- | -------------------- |
| König Ragnar Lothbrok    | Travis Fimmel        | 1.01–4.15            | 5.19–5.20, 6.08, 6.13, 6.16                                                  | Steffen Groth (Staffel 1) Jan-David Rönfeldt (Staffel 2) | Björn Schalla        |
| Lagertha                 | Katheryn Winnick     | 1.01–6.07            | 6.08, 6.13                                                                   | Andrea Cleven                                            | Natascha Schaff      |
| Rollo                    | Clive Standen        | 1.01–4.17            | 5.10–5.11                                                                    | Mike Hoffmann (Staffel 1) Sebastian Walch (Staffel 2)    | Markus Pfeiffer      |
| Siggy Haraldson          | Jessalyn Gilsig      | 1.01–3.04            |                                                                              | Silvia Mißbach                                           | Andrea Aust          |
| Floki                    | Gustaf Skarsgård     | 1.01–5.19, 6.20      | 6.19                                                                         | Gerald Schaale                                           | Matthias Deutelmoser |
| Jarl Haraldson           | Gabriel Byrne        | 1.01–1.06            |                                                                              | Eberhard Haar                                            | Eberhard Haar        |
| Athelstan                | George Blagden       | 1.02–3.06            | 3.09, 4.03, 4.06                                                             | Nicolás Artajo                                           | Tobias Nath          |
| König Horik I.           | Donal Logue          | 1.08–2.10            |                                                                              | Torsten Münchow                                          | Michael Iwannek      |
| Königin Aslaug           | Alyssa Sutherland    | 1.09–4.14            |                                                                              | Ann Vielhaben                                            | Rubina Nath          |
| König Egbert von Wessex  | Linus Roache         | 2.02–4.20            |                                                                              |                                                          | Michael Lott         |
| Bjorn Eisenseite         | Alexander Ludwig     | 2.03–6.11            | 6.13                                                                         | Yoshij Grimm                                             | Julius Jellinek      |
| Jarl Kalf                | Ben Robson           | 3.01–4.05            |                                                                              |                                                          | Roman Wolko          |
| Harbard                  | Kevin Durand         | 3.02–3.04, 4.06–4.08 |                                                                              |                                                          | Bernd Vollbrecht     |
| Kaiser Karl              | Lothaire Bluteau     | 3.07–4.10            |                                                                              |                                                          | Frank-Otto Schenk    |
| Der Seher                | John Kavanagh        | 4.01–6.18            | 1.01, 1.04, 1.06, 1.08–1.09, 2.02, 2.04–2.07, 2.10–3.03. 3.05, 3.10          | Thomas Wolff                                             | Axel Lutter          |
| König Harald „Schönhaar“ | Peter Franzén        | 4.04–6.19            |                                                                              |                                                          | Alexander Doering    |
| Halfdan                  | Jasper Pääkkönen     | 4.05–5.10            | 6.19                                                                         |                                                          | Marios Gavrilis      |
| Ivar                     | Alex Høgh Andersen   | 4.11–6.20            | 4.10                                                                         |                                                          | Patrick Keller       |
| Hvitserk                 | Marco Ilsø           | 4.11–6.20            | 4.10                                                                         |                                                          | Patrick Baehr        |
| Sigurd                   | David Lindström      | 4.11–4.20            | 4.10                                                                         |                                                          | Christian Zeiger     |
| Ubbe                     | Jordan Patrick Smith | 4.11–6.20            | 4.10                                                                         |                                                          | Patrick Roche        |
| Aethelwulf               | Moe Dunford          | 4.13–5.09            | 2.03–2.09, 3.01–3.07, 3.09, 4.02–4.06, 4.09                                  | Simon Derksen                                            | Manuel Straube       |
| Bischof Heahmund         | Jonathan Rhys Meyers | 4.20–5.15            |                                                                              |                                                          | Norman Matt          |
| Oleg                     | Danila Kozlovsky     | 6.01–6.15            |                                                                              |                                                          | Nico Mamone          |
| Erik der Rote            | Eric Johnson         | 6.06–6.19            |                                                                              |                                                          |                      |
| Torvi                    | Georgia Hirst        | 6.09–6.20            | 2.03–2.07, 3.04, 3.06–3.08, 4.01, 4.04–4.14, 4.16–4.19, 5.01–5.02, 5.04–6.08 |                                                          | Julia Stoepel        |
| Gunnhild                 | Ragga Ragnars        | 6.09–6.15            | 5.14–6.08                                                                    |                                                          | Laura Preiss         |
| Othere                   | Ray Stevenson        | 6.09–6.20            |                                                                              |                                                          |                      |

### Nebenbesetzung
| Rollenname                   | Schauspieler         | Nebenrolle                  | Synchronsprecher     | Synchronsprecher   |
| Rollenname                   | Schauspieler         | Nebenrolle                  | Fassung 1            | Fassung 2          |
| ---------------------------- | -------------------- | --------------------------- | -------------------- | ------------------ |
| Bjorn (als Kind)             | Nathan O’Toole       | 1.01–2.01, 4.06, 6.08       | Andi Wittmann        | Ole Rebstock       |
| Gyda                         | Ruby O’Leary         | 1.01–1.09, 4.06             | Johanna Riemann      | Clara Drews        |
| Svein                        | David Pearse         | 1.01–1.06                   | Bernhard Völger      | Hans Hohlbein      |
| Erik                         | Vladimir Kulich      | 1.01–1.04                   | Karsten Troyke       | Leon Boden         |
| Knut                         | Eric Higgins         | 1.01–1.04                   | Marcus Ostberg       |                    |
| Torstein                     | Jefferson Hall       | 1.02–3.03                   | Sebastian Walch      | Matti Klemm        |
| Arne                         | Tadhg Murphy         | 1.02–2.01                   | Oliver Bender        | Fabian Oscar Wien  |
| Leif                         | Diarmaid Murtagh     | 1.02–1.08                   | Marko Bräutigam      | Jaron Löwenberg    |
| Kauko                        | Jouko Ahola          | 1.02–1.04                   | Otto Strecker        |                    |
| Ælle                         | Ivan Kaye            | 1.04–4.18                   | Bert Franzke         | Tilo Schmitz       |
| Thyri Haraldson              | Elinor Crawley       | 1.04–1.09, 3.04             | Amelie Plaas-Link    |                    |
| Helga                        | Maude Hirst          | 1.05–4.20                   | Sandrine Mittelstädt | Nicole Hannak      |
| Jarl Borg                    | Thorbjørn Harr       | 1.09–2.07                   | Oliver Siebeck       | Dennis Schmidt-Foß |
| Erlendur                     | Edvin Endre          | 2.02–4.09                   | Simon Derksen        | Maximilian Artajo  |
| Ubbe Lothbrok (als Kind)     | Cormac Melia         | 2.02–3.06                   |                      |                    |
| Hvitserk Lothbrok (als Kind) | Cathal O'Hallin      | 2.02–3.06                   |                      |                    |
| Königin Kwenthrith           | Amy Bailey           | 2.02, 2.08–4.08             | Victoria Sturm       | Victoria Sturm     |
| Bischof Edmund               | Philip O’Sullivan    | 2.03–4.20                   | Uli Krohm            |                    |
| Þorunn                       | Gaia Weiss           | 2.06–3.08                   | Kathrin Neusser      |                    |
| Einar                        | Steve Wall           | 2.06–4.01                   |                      | Thomas Nero Wolff  |
| Judith                       | Sarah Greene         | 2.07–2.09                   |                      |                    |
| Judith                       | Jennie Jacques       | 3.01–5.19                   |                      | Esra Vural         |
| Sinric                       | Frankie McCafferty   | 3.06–4.01, 5.04–5.05        |                      | Tobias Lelle       |
| Herzog Odo                   | Owen Roe             | 3.07–4.08                   |                      | Helmut Gauß        |
| Roland                       | Huw Parmenter        | 3.07–4.10                   |                      | François Smesny    |
| Prinzessin Gisla             | Morgane Polanski     | 3.07–4.17                   |                      | Friederike Walke   |
| Therese                      | Karen Hassan         | 3.08–4.10                   |                      | Sonja Spuhl        |
| Yidu                         | Dianne Doan          | 4.01–4.08                   |                      | Yvonne Greitzke    |
| Prudentius                   | Seán Ó Meallaigh     | 4.02–4.09                   |                      | Julien Haggége     |
| Astrid                       | Josefin Asplund      | 4.11–5.10                   |                      | Mareile Moeller    |
| Margrethe                    | Ida Nielsen          | 4.11–5.12                   |                      |                    |
| Tanaruz                      | Sinead Gormally      | 4.16–4.20                   |                      |                    |
| Egil                         | Charlie Kelly        | 4.17–4.19                   |                      |                    |
| Prinzessin Ellisif           | Sophie Vavasseur     | 4.18–4.19                   |                      |                    |
| Alfred der Große             | Ferdia Walsh-Peelo   | 5.01–5.19, 6.17–6.20        |                      | Sebastian Kluckert |
| Freydis                      | Alicia Agneson       | 5.01–5.20                   |                      | Melinda Rachfahl   |
| Weißhaar                     | Kieran O’Reilly      | 5.01, 5.05, 5.10, 5.19–6.06 |                      |                    |
| Kjetill Flachnase            | Adam Copeland        | 5.05–6.15                   |                      |                    |
| Eyvind                       | Kris Holden-Ried     | 5.05–5.17                   |                      |                    |
| Thorunn                      | Mei Bignall          | 5.06–5.14                   |                      |                    |
| Asbjörn                      | Elijah Rowen         | 5.06–5.17                   |                      |                    |
| Rafarta                      | Donna Dent           | 5.06–5.17                   |                      |                    |
| Helgi                        | Jack McEvoy          | 5.06–5.17                   |                      |                    |
| Snaefried                    | Dagny Backer Johnsen | 5.07–5.10                   |                      |                    |
| Magnus                       | Dean Ridge           | 5.12–5.20                   |                      |                    |
| Elsewith                     | Roisin Murphy        | 5.12–5.19, 6.17–6.20        |                      |                    |
| König Olaf                   | Steven Berkoff       | 5.18–6.11                   |                      |                    |
| Igor                         | Oran Glynn O’Donovan | 6.02–6.15                   |                      |                    |
| Ingrid                       | Lucy Martin          | 6.02–6.20                   |                      |                    |
| Prinz Dir                    | Lenn Kudrjawizki     | 6.02–6.15                   |                      | Lenn Kudrjawizki   |
| Katja                        | Alicia Agneson       | 6.05–6.15                   |                      |                    |

## Ausstrahlung
Kanada
Die Erstausstrahlung in Kanada erfolgte am 3. März 2013 im Anschluss an die Miniserie Die Bibel. Die erste eigenproduzierte Serie wollten am Premierentag 6,21 Millionen Zuschauern sehen. In den darauffolgenden Wochen sanken zwar die Einschaltquoten, pendelten sich jedoch dann bei 3,50 Millionen Zuschauern ein. Das Staffelfinale wurde am 28. April 2013 ausgestrahlt. Die zehnteilige zweite Staffel lief zwischen dem 27. Februar und dem 1. Mai 2014 und wurde durchschnittlich von etwa 3,20 Millionen Zuschauern gesehen. Die dritte Staffel, die wiederum aus zehn Episoden besteht, lief von Februar bis April 2015.
Deutschland
In Deutschland erschien die komplette erste Staffel am 21. Juni 2013 über den Video-on-Demand-Anbieter Lovefilm. Über Prime Video sind momentan die erste bis sechste Staffel abrufbar.
Im Free-TV hat ProSiebenSat.1 Media die Rechte an der Serie erworben. Die erste Staffel wurde vom 25. April bis zum 9. Mai 2014 auf dem Sender ProSieben ausgestrahlt, wobei jeweils drei Folgen hintereinander gesendet wurden.
Die Deutschlandpremiere der zweiten Staffel wurde wiederum vom Video-on-Demand-Anbieter angekündigt, der mittlerweile unter dem Namen Prime Video firmiert: Am 15. Juni 2014 wurde die gesamte Staffel veröffentlicht.
Die neusynchronisierte Serie ist im Laufe der Wiederausstrahlung der ersten und Erstausstrahlung der zweiten Staffel auf ProSieben auch auf Amazon Instant Video abrufbar. Am 15. Juni 2015 veröffentlichte Amazon Instant Video die komplette dritte Staffel in deutscher Synchronisation.
Die ersten zehn Episoden der 4. Staffel standen ab 15. Juni 2016 exklusiv als Deutschlandpremiere auf Amazon Video zum Abruf zur Verfügung. Am 30. November 2017 startete auf Amazon Video, mit zwei gleichzeitig veröffentlichten Episoden, die fünfte Staffel mit je einer neuen Episode pro Woche; die entsprechende Midseasonpause begann im Februar 2018.
Seit 1. Januar 2020 sind die ersten 5 Staffeln auf Netflix verfügbar.
Ab dem 5. Oktober 2020 lief die 6. Staffel auf ProSieben Maxx.

## Begleitwerke
Vom Zauberfeder Verlag wurde 2015 der Titel The World of Vikings des Autors Justin Pollard mit einem Vorwort von Michael Hirst veröffentlicht. Das englische Original wurde von Metro-Goldwyn-Mayer (MGM) herausgegeben und erschien in den Vereinigten Staaten bei Chronicle Books 2015.

## Kritiken
„An die historischen Vorbilder – den Wikinger Ragnar Lothbrok gab es wirklich, seine Taten wurden schon in den ‚Gesta Danorum‘ im zwölften Jahrhundert beschrieben – erinnern die Serien nur entfernt. Der Drehbuchautor Michael Hirst macht aus ihm einen dumpfen Martial-Arts-Meister des Nordens, dem im Schwertkampf niemand gewachsen ist. Und derlei Figuren liegen im Augenblick ja im Trend.“

„‚Vikings‘ findet eine wunderbare Verbindung zwischen beiden Sphären und liefert neben ordentlicher Unterhaltung, der es an Körperflüssigkeiten nicht mangelt, eine anthropologische Begründung dafür, warum uns clevere Schlagetods [sic!] in Tierfellen einfach sympathisch sind: Wir wären gern ein wenig so wie sie.“

## Spin-Off
Seit dem 25. Februar 2022 strahlt Netflix das Spin-Off Vikings: Valhalla aus.